# Doggerbanki csata (1915)
A doggerbanki csata (angol: Battle of Dogger Bank; német: Gefecht auf der Doggerbank) 1915. január 24-én lezajlott tengeri ütközet volt a Dogger-pad (Doggerbank) közelében az első világháború során brit és német csatacirkáló-kötelékek között, melynek során egy német hadihajó, a Blücher elsüllyedt.
A csatához az vezetett, hogy a német hadvezetés a britek 1915. január 19-ei Északi-tengeren végrehajtott előretörésére válaszul, visszatámadott a csatacirkálóival január 24-re a Dogger-pad irányába. A célja ezzel az volt, hogy egyfajta elterelő hadműveletként a Nyílttengeri Flotta karbantartások és Balti-tengerre átvezényelt egységek miatti átmeneti gyengeségüket leplezzék. A brit hírszerzés tudomást szerzett a németek tervezett hadműveletéről és a brit flotta nagy része kihajózott az elfogásukra. Az előőrsöt képező két brit csatacirkálóraj meglepte a csatahajóflotta biztosítása nélkül kifutó kisebb német köteléket a küldetésének végpontján, a Dogger-pad nyugati felén. A németek megpróbáltak visszavonulni a túlerő elől, de a több órán át tartó üldözés során a britek beérték és tűz alá vették őket. Előbb a német formáció végén haladó, de a csatacirkálóknál gyengébb és a fellépő meghajtási problémák miatt náluk jelentősen lassúbb Blücher páncélos cirkálót rongálták meg súlyosan, de a németeknek sikerült a britek zászlóshajóját, a Lion csatacirkálót megrongálni. Az elégtelen jeltovábbítás miatt a többi brit hadihajó felhagyott az üldözéssel és mind a már leszakadt Blücher ellen fordult, így a többi német hajó elszakadhatott az ellenségtől és hazatérhetett.
A britek nem veszítettek el egyetlen hajót sem és élőerőben is csekély volt a veszteségük. A mozgásképtelenné váló Liont sikeresen hazavontatták és hónapokba telt a javítása. Rajta kívül a Tiger szenvedett még el kisebb károkat. A németek a Blücher páncélos cirkálót elveszítették, míg a Seydlitz súlyosabb, a Derfflinger kisebb károkat szenvedett. A Blücher legénységének többsége életét veszítette, a túlélői hadifogságba kerültek. Ennek alapján az ütközetet brit győzelemként tartják számon, bár az összecsapás során kimondottan gyenge tüzérségi teljesítményt nyújtottak a hajóik, és emiatt nem sikerült feltartóztatniuk és megsemmisíteniük a német köteléket a terveiknek megfelelően.

## Előzmények

### A háború eddigi menete az Északi-tengeren
Az 1914. augusztusi első helgolandi csata után a német Nyílttengeri Flotta (Hochseeflotte) hónapokig nem vállalkozott jelentősebb hadműveletre az Északi-tengeren. Az Anglia keleti partjai elleni támadások novembertől kezdődtek meg és a második ilyen a Scarborough, Hartlepool és Whitby elleni rajtaütés volt december közepén, mikor Franz Hipper tengernagy I. felderítőcsoportjának (Aufklärungsgruppe I) csatacirkálói (nagycirkálói) lőtték a három település katonai célpontjait. A rajtaütésben számos civil is életét veszítette és sokan megsebesültek, ami nagy felháborodást keltett Nagy-Britanniában, és a haditengerészetet is kritikák érték, amiért nem tudta megakadályozni a támadást. A brit hajók kifutottak bár, de nem a támadás meghiúsítására, hanem a német hajók hazatérésének megakadályozására tettek kísérletet. A kedvezőtlen időjárás és a kommunikációs zavarok miatt viszont nem sikerült megtalálniuk a német köteléket. Ezzel az akcióval 1667 óta a németek hajtották végre az első sikeres rajtaütést Britannia partjainál. Friedrich von Ingenohl tengernagynak – aki a főerőkkel a távolból biztosította a küldetést – azonban felrótták, hogy elmulasztott súlyos vereséget mérni a brit flotta egy közelben tartózkodó kisebb részére.

### A német hadvezetés tervei
Hipper tengernagy úgy vélte, hogy a decemberi rajtaütésről a britek előre értesültek a Német-öböl és a Dogger-pad (Doggerbank) közelében a német flotta mozgását megfigyelő brit és holland halászhajók figyelmeztetései révén. Feltételezése szerint a Németország és Anglia közt félúton fekvő Dogger-pad körzetéből leadott jelentés még időben elérhetett a brit csatacirkálókhoz ahhoz, hogy beérhessék a támadókat – legalábbis hazaútjuk során biztosan, ezért a felderítőerők parancsnokaként a hajóinak parancsba adta, hogy minden halászhajót kísérjenek Cuxhavenbe ellenőrzés céljából. A kelet-angliai rajtaütés sikerén felbuzdulva Hipper a Dogger-pad felett tevékenykedő brit halászflotta ellen tervezett támadást a következő hónapra. Ezzel a homokpad feletti vizek brit halászhajóktól valamint gyanús semleges hajóktól való megtisztítását szerette volna elérni, és megtámadott volna minden kisebb brit hadihajót a körzetben, miközben a Hochseeflotte távolról biztosítja. A hadművelet korlátozott jellege miatt nem számított a császári parancsok által tiltott akciónak. Január 10-től egy valamivel agresszívebb stratégiát engedélyeztek, de a Hochseeflotte épségére ügyelni kellett, hogy az megmaradhasson továbbra is elrettentő erőnek. A tervezett német hadműveletre hatással volt a brit flotta január 19-ei felderítő bevetése, amelynek során a britek a Német-öböl irányába hajtottak végre előretörést. A németek az egyik felderítő repülőgépük révén szereztek tudomást a brit akcióról. Mivel ezekben a napokban a III. csatahajóraj (Geschwader III), a legütőképesebb német egység a Balti-tengeren gyakorlatozott és számos hajójukon is karbantartást végeztek, a németek a készenlét átmeneti gyengeségének leplezése céljából is mihamarabb végre akarták hajtani a tervezett előretörést.
Német részről feltételezték, hogy a bevetésről visszatérő brit hajók zöme a támaszpontokon hosszasan tölti fel a szénkészleteit, ezért az ezutáni napokban hajóik jó része nem fog tudni újabb bevetésben részt venni és a német felderítőerőknek sem lesz szükségük biztosításként a Nyílttengeri Flotta főerőire, sőt az a hadműveletre tekintve káros is lenne a nagyobb és feltűnőbb előkészületek miatt. Ingenohl eleinte vonakodott végrehajtani a hadművelet, mivel az I. felderítőcsoporthoz tartozó von der Tannon karbantartási munkálatokat végeztek és emiatt szárazdokkban állt, ezért az alakulatot nem lehetett teljes létszámban bevetni. A II. felderítőcsoport hasonló okok miatt volt kénytelen nélkülözni a Straßburg könnyűcirkálót. A Hochseeflotte vezérkari főnöke, Richard Eckermann ellentengernagy azonban ragaszkodott a végrehajtásához, így a Nyílttengeri Flotta támogatását amúgy szükségesnek tartó Ingenohl kénytelen volt kiküldeni Hipper csatacirkálóit a Dogger-padhoz.

### A német erők felvonulása

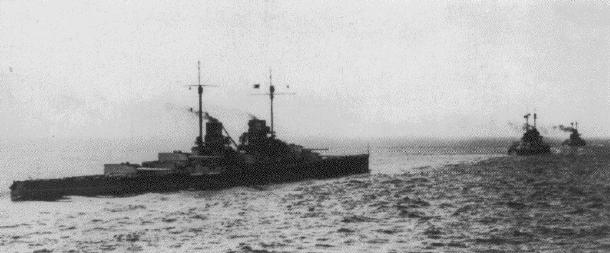
Német csatacirkálók útban a Doggerbank felé: előtérben a Derfflinger, középen a Moltke, elől pedig a Seydlitz halad

A brit hadművelet után a németek úgy vélték, nem kizárt, hogy továbbra is tartózkodhatnak erős ellenséges egységek a Dogger-padnál, ezért az előretörést úgy tervezték meg, hogy annak délkeleti szélét csak pirkadatkor érjék el. Azt mindenképp el akarták kerülni, hogy az ellenség mögéjük kerülve el tudja vágni őket a támaszpontjaiktól. A délután folyamán a Jade-torkolat előtti Schillig-révnél gyülekeztek a hadműveletre kijelölt egységek. Az I. felderítőcsoport (Aufklärungsgruppe I) négy – a német kategorizálás szerint nagycirkálónak minősülő – hajója, a Seydlitz (Hipper zászlóshajója), a Moltke, a Derfflinger csatacirkálók és a Blücher páncélos cirkáló vett részt a hadműveletben, a II. felderítőcsoport könnyűcirkálói (kiscirkálói) közül pedig a Kolberg, Stralsund, Rostock és a Graudenz. A rombolók közül az V. flottillából 9 egység von dem Knesebeck korvettkapitány vezetésével valamint a 15. és a 18. félflottila összesen 10 egysége Weißenborn korvettkapitány illetve Werner Tillessen sorhajóhadnagy vezetésével vett részt a küldetésben.
A cirkálók és a rombolók sötétedéskor, 17:45-kor indultak el a bevetésre. 21:00 körül a haderő nyugat-északnyugati irányra váltott és így a Dogger-pad délkeleti szegélye felé vette az irányt. Az észlelt kereskedelmi hajók ellenőrzéséhez éjjel nem hagytak hátra rombolókat, ezzel is kerülni igyekezve a tisztázatlan szituációkat. A rombolók hátsó kéményét pirosra festették, hogy könnyebben meg lehessen különböztetni őket az ellenséges rombolóktól. A flottaparancsnok nem rendelkezett Hipper erőinek felvételére haderő kiküldéséről, így biztosítás nélkül hajtották végre a hadműveletet.
A borult, de világos éjszakában a német csatacirkálók 13 csomóval haladtak, sorban a Seydlitz, Moltke, Derfflinger és a Blücher. Három tengeri mérfölddel előttük haladt a II. felderítőcsoport zászlóshajója, a Graudenz (Hebbinghaus ellentengernagy) és a Stralsund. A jobb oldalon a Rostock, a bal oldalon a Kolberg biztosított. Mindegyik könnyűcirkálót egy-egy félflottilla kísérte. Az ellenséges rádióforgalom gyér volt, 03:00 után és 05:00 után lehetett észlelni nagy távolságokból leadott jeleket. 04:00 és 06:00 között egyre több halászhajó bukkant fel. Ahogy a Graudenz egy ilyen csoportot kikerült, a rádiós tiszt azt jelentette, hogy a brit romboló rádióállomása hallható a közvetlen közelükben. Mikor az adott irányba fordultak és megvilágították a gyanús járművet, az egy halászhajónak bizonyult. Mivel nem lehetett biztosan megállapítani, hogy a rádiójelek tőle származtak-e, a németek továbbhaladtak. A fénycsóvát megpillantva Hipper is északi irányba tért ki.
06:45-kor a cirkálók elhagyták a halászhajók fő tevékenységi körzetét és 15 csomóra fokozták a sebességüket, hogy az időveszteséget behozzák. Léghajók nem álltak rendelkezésre ekkor a felderítéshez, ami pedig a hajnali órákban különösen fontos lett volna.

### A brit hírszerzés szerepe
A doggerbanki csatában nagy szerepet tulajdonítanak a brit hírszerzésnek, mely a német rádióforgalom megfigyelésével előre tudta jelezni a készülő hadműveletet. Erre a háború első napjai-hónapjai során megszerzett német kódkönyvek segítségével volt képes. A német haditengerészet kódkönyvét (Signalbuch der Kaiserlichen Marine) az 1914. augusztus 26-án a Finn-öbölben zátonyra futott Magdeburg könnyűcirkálóról szerezték meg az antanthatalmak. A német–ausztrál Hobart gőzöst Melbourne közelében augusztus 11-én foglalták le annak kereskedelmi hajózásban és a német hadiflottánál is használatos kódkönyveivel (Handelsverkehrsbuch) együtt. A könyv másolatát a leggyorsabb gőzössel Angliába küldték, ahova október végén érkezett meg. Az 1914. október 17-én vívott texeli ütközet során a német rombolók parancsnoka a süllyedő S 119 jelű rombolóról (torpedónaszádról) az összes titkos iratot egy ólomnehezékkel ellátott ládában a tengerbe hajította. Ez a láda november 30-án egy brit halászhajó hálójába akadt és eljuttatták azt a brit hírszerzéshez. A ládában a német flottaparancsnokok által használt adatforgalmi kódkönyv (Verkehrsbuch) egy másolatát is megtalálták. A brit admiralitás hírszerzési osztályának vezetője, Henry Oliver ellentengernagy létrehozott egy kódfejtő szervezetet (Room 40), ahol ezeket a kódkönyveket felhasználva a német üzenetek megfejtésén dolgoztak akadémiai kriptográfusok bevonásával. Segítségükkel a britek időben értesültek a készülődő német támadásokról és fel tudtak készülni rájuk a doggerbanki csata előtt is.
A brit hírszerzés e széles körben ismert eredményeinek forrását azonban német részről kétségbe vonták. A Magdeburg elvesztésének körülményeit vizsgáló hadbírósági eljárás megállapította, hogy a könnyűcirkáló fedélzetén az összes rejtjelkulcsot megsemmisítették, így új információra a zsákmányul ejtett iratokból az antant-hatalmak nem tehettek szert. A rejtjelkulcsok elvesztése után biztonsági elővigyázatosságból lecserélték azokat és ezt a háború folyamán rendszeresen változtatták ezt követően is. A hivatalos német álláspont szerint így kizárt, hogy a zsákmányul ejtett kódkönyvek alapján szerezték volna a britek az értesüléseiket a német flotta hadmozdulatainak részleteiről.
A Jade folyón német hajókról leadott, a tervezett hadműveletekkel kapcsolatos információkat tartalmazó rádiójeleket 1915. január 15-én vették a britek is és a hírszerzés kódfejtő részlegének (Room 40) jelentése nyomán riadóztatták a flottát a Dogger-pad körzetében készülő német előretörés miatt. Az admiralitás a kapott információk révén összeállított egy tervet, melynek alapján jelentős túlerővel tudnának szembeszállni a németekkel. Január 23-án délelőtt az admiralitáshoz hírszerzési információk érkeztek a meginduló német hadműveletről, mely alapján kora délután Jellicoe és Beatty a következő táviratot kapta kézhez:
„Négy német csatacirkáló, 6 könnyűcirkáló és 22 romboló fut ki ma este, hogy felderítést végezzen a Dogger-pad irányába. Valószínűleg holnap este térnek vissza. A Rosyth-ban elérhető összes csatacirkáló, könnyűcirkáló és romboló törjön előre az 55,13 Észak, 3,12 Kelet találkozási pontra, érkezési idő holnap reggel 8 óra. A rombolók parancsnoka az összes rendelkezésre álló rombolóval és könnyűcirkálóval Harwich felől érkezve csatlakozik a „Lion” fedélzetén lévő altengernagyhoz délelőtt 8 órakor a fent említett helyen. Amennyiben a rombolók parancsnoka észleli az ellenséget út közben, úgy támadást kell intéznie ellene. Szikratávíró csak a legindokoltabb esetekben használható.”
A német történetírás szerint a négy csatacirkáló említése arra világít rá, hogy a britek tudatában voltak annak is, hogy a von der Tann nem fog részt venni az akcióban, és ezért nem öt ilyen egység (nagycirkáló) vesz részt benne. A britek tudomására jutott az is, hogy a III. csatahajóraj Kielbe hajózott át. Mindezek tudatában megtehették a szükséges előkészületeket a Hipper erőivel szemben való fellépéshez. A britek a két flotta találkozását január 24-én 08:00-ra (07:00 GMT) tervezték 30 tmf-del (56 km) északra a Dogger-padtól és 180 tmf-del (330 km) nyugatra Helgolandtól. Ez a német előretörés végpontja volt, így a britek a legtávolabb csaphattak le a németekre azok támaszpontjaitól.

### A brit erők felvonulása

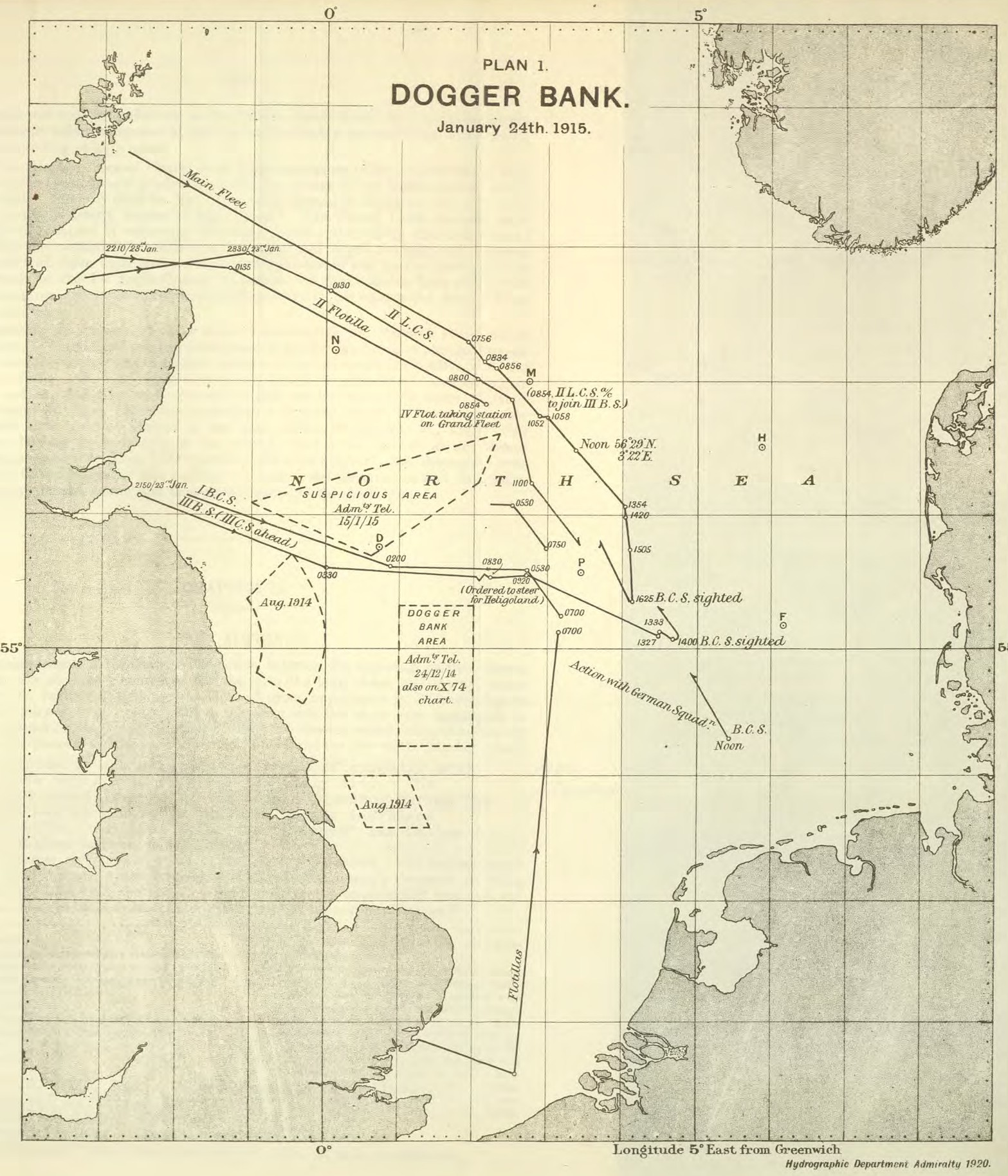
A felvonuló brit erők útvonala

A britek nagy előnye volt, hogy részletekbe menően ismerték a németek terveit, míg azok tévesen feltételezték, hogy a brit flotta még szénvételezéssel lesz elfoglalva. Ez még így is volt, mikor Jellicoe és Beatty megkapták a táviratot, de azóta a brit flotta teljes létszámban ki tudott futni a Dogger-pad irányába.
Nem sokkal azután, hogy Hipper elhagyta a Jadét, 19:00-kor Beatty ellentengernagy hajói is felvonták a horgonyt Rosyth-ban és kifutottak a Firth of Forth-ról. Az 1. csatacirkálóraj (1st Battlecruiser Squadron) kötelékébe a Lion (Beatty zászlóshajója), a Tiger, a Princess Royal, míg az Gordon Moore ellentengernagy vezette 2. csatacirkálóraj a New Zealand és az Indomitable csatacirkálók tartoztak. A hatodik csatacirkáló, a Queen Mary ekkor karbantartások elvégzése miatt nem volt harcra kész. Velük tartott a William Goodenough sorhajókapitány (commodore) vezette 1. könnyűcirkálóraj (1st Light Cruiser Squadron) is.

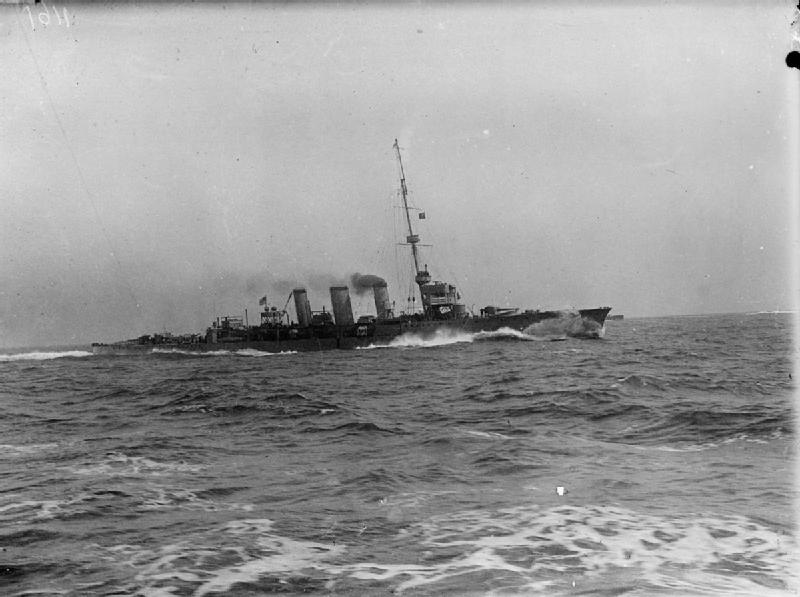
Az Arethusa könnyűcirkáló, Tyrwhitt zászlóshajója a helgolandi csata idején

A csatacirkálók kíséretét a Harwichban állomásozó könnyű erők (Harwich Force) látták el, melyek Reginald Tyrwhitt sorhajókapitány (commodore) vezetésével 3 könnyűcirkálóval (Arethusa, Aurora, Undaunted) és 35 rombolóval futottak ki a Dogger-pad északkeleti részének irányába 21:30 (20:30 GMT) körül. Tyrwhittnek január 24-én 08:00-kor (07:00 GMT) kellett csatlakoznia a csatacirkálókhoz. Keyes sorhajókapitány eközben a Firedrake és a Lurcher rombolókkal és négy tengeralattjáróval keleti irányba futott ki a harwichi támaszpontról, hogy utóbbiak Helgoland és az Ems-torkolat előtt vehessenek fel állást. 
Keyesnek a parancsai értelmében január 23-án 14:10-kor kellett volna kifutnia Harwichból, de a részletes utasítások késedelme miatt csak 17:30-kor tudott útnak indulni. A több órás késedelem azt jelentette, hogy a tengeralattjárói nem vehették fel azt a pozíciót, ahol elérhették volna még a németeket amennyiben azok még 24-én este visszatértek volna. Ezért az admiralitás Helgolandhoz és Norderneyhez rendelte őket, hogy abban az esetben támadhassák a németeket, ha azok 25-én reggel térnének vissza.
A keleti part és a csatacirkálók távolból való biztosítására a 3. cirkálórajt (3rd Cruiser Squadron) és Edward Eden Bradford vezette 3. csatahajóraj (3rd Battle Squadron) hét régi csatahajóját (pre-dreadnoughtját) küldték ki Rosythból az Északi-tenger azon részére, ahonnan elvághatták a német hajók útját, amennyiben azok északi irányban haladnának vagy erre próbálnának menekülni. Ezek a Harwich Force-szal egyidőben (21:30-kor) indultak útnak.
Közben a Grand Fleet zászlóshajója, az Iron Duke, az 1., 2. és 4. csatahajórajok (összesen 19 csatahajó), az 1., 2. és 6. cirkálórajok, a 2. könnyűcirkálóraj valamint a 2. és 4. rombolóflottillák összesen 28 rombolója hagyta el Scapa Flow-t és Cromarty-t január 23-án 19:30 és 21:30 (KEI) között, hogy külön haladva Aberdeen magasságában, a skót és a dán partok között nagyjából félúton találkozzanak január 24-én 09:00 és 10:00 között, Ez a haderő az Északi-tenger déli részét átfésülve csak január 24-e délutánra ért volna a Dogger-padhoz.
08:00-kor érkezett meg a britek 1. könnyűcirkálóraja a gyülekezési helyre, tőle 5 tmf-re nyugatra haladtak délnek Beatty csatacirkálói. Tíz perccel később ebből az irányból tűnt fel az Arethusa (Tyrwhitt vezérhajója) hat M-osztályú rombolóval. Az Aurora az 1. flottilla 15 rombolójával és az Undaunted a 3. flottilla 13 rombolójával még 13 tmf-re le volt maradva, mert a kifutásukat akadályozta a köd. Mivel az éjszaka nyugodtan telt, nem számítottak ellenséges erők felbukkanására abból az irányból, amerről a Harwich Force érkezett.

## A csata

### Első szakasz

#### Az ellenséges erők találkozása – AKolbergés azAuroraharca

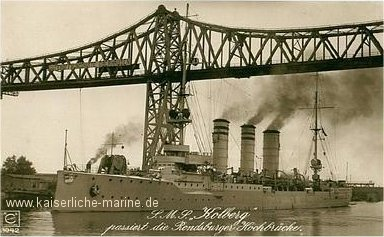
A Kolberg német könnyűcirkáló

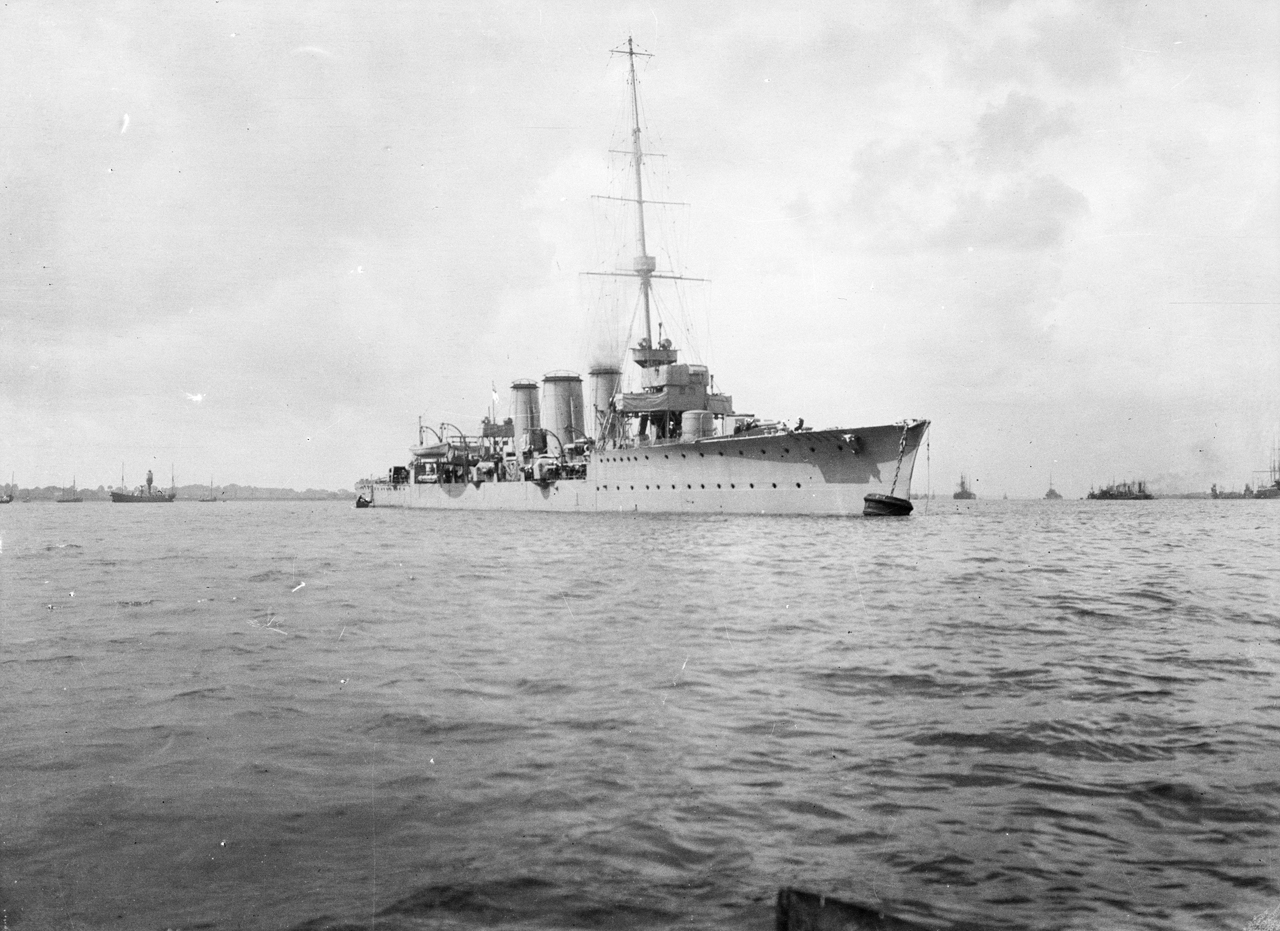
Az Aurora brit cirkáló Harwichban horgonyozva

Az Aurorán 08:05-kor (07:05 GMT) egy háromkéményes cirkálót észleltek négy rombolóval a horizonton. Az észlelet hajókat 8000 yardra (7300 m) megközelítették és mivel először azt hitték az Arethusával és kísérőivel találkoztak, fényjelzésekkel azonosításra szólították fel őket. Az észlelt cirkáló azonban a Kolberg volt, melyről 08:10-kor észlelték a briteket a bal oldalukon kissé maguk mögött. A Kolberg az azonosításra való felszólításra válaszul egy betűjelzést villantott, majd azonnal tüzet nyitott és az első lövéseivel egyidőben jelentette az észlelt ellenséges erőket, majd ezután északnak kanyarodott el, hogy az ellenséges rombolók esetleges torpedótámadása elől kitérjen. A német cirkálón ekkor épp műszakváltás volt, így csaknem ellőtték az összes készenléti lőszert, mire a lőszerszállítást megoldották. A szürkületben nehéz volt megállapítani a célpont távolságát, de 5000 m-re leadott sortüzekkel hamar sikerült belőni és találatokat elérni rajta.
A brit cirkáló és a rombolói csak két-három perccel később viszonozták a tüzet (08:17-kor), de jóval ritkábban leadott sortüzekkel. A britek két találatot értek el a Kolbergen. Az egyik 152 mm-es lövedék a bal oldali 2. és 3. löveg között hátulról érkezve ferdén ütötte át a hajó oldalát és az egyik helyiségben robbanva felszakította a fedélzet efeletti részét, végezve két a 3. löveghez beosztott emberrel. A repeszek elszakították a szikratávíró több vezetékét, de ezeket perceken belül pótolni tudták. Ezzel a találattal csaknem egyidőben a lövegpajzzsal nem rendelkező 2. löveg magasságában egy 102 mm-es lövedék csapódott a vízbe és a felrobbanó gránát repeszei a löveg két tagját súlyosan megsebesítették. A robbanás kisebb kárt tett a víz alatti torpedóvető csőben is. A kiesett lövegkezelőket azonnal pótolták, és amint a Kolberg keleti irányba visszavonult, hogy szabaddá tegye a kilövést a csatacirkálók számára, folyamatosan tűz alatt tartották az ellenséget három löveggel egészen 08:25-ig, mikor 7800 m távolságnál már felhagytak a lövetéssel. Az Aurora a tűzharcban három találatot szenvedett el, és szintén elkanyarodott az ellenségtől, hogy visszatérjen a sajátjaihoz. A tőle nyugatra lévő Undauntedhez csatlakozott, mely cirkáló nem próbálkozott meg a küzdelembe való bekapcsolódással. A britek egyre több német egységet észleltek ahogy kelt fel a Nap és nagy ívben északkeletnek tartva igyekeztek őket kikerülni a kapcsolattartás érdekében.

#### Az üldözés kezdete

##### Hipper taktikai elképzelései

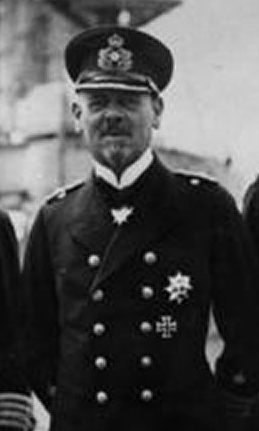
Franz Hipper tengernagy,
a német felderítőerők parancsnoka

Az Aurora optikai jelzésekkel tudatta a Southamptonnal, hogy könnyű ellenséges egységeket észlelt tőle kelet-délkeleti, és csatacirkálókat délkeleti irányban. A Southamptonról is észlelték pár perc múlva ezeket a hajókat. Hipper a Seydlitzen értesült a jelzésekből az észlelt ellenséges erők összetételéről és bár a harc irányába kanyarodott, a brit hajókat a szürkületben még nem tudta kivenni. Közben a Seydlitz irányába is leadták a britek a saját, három betűből álló azonosító jelzésüket (U. F. A.). Mikor a Kolberg nyugat-délnyugati, a Stralsund pedig észak-északnyugati irányban újabb kéményfüstöket észleltek és utóbbi nyolc nagy hadihajót vélt felismerni, Hipper elkanyarodott az ellenség elől, hogy a helyzetet nyugodtan fel tudja mérni. Közben a könnyűcirkálókat és a rombolókat arra utasította, hogy kevés füstképződés mellett igyekezzenek a formáció élére állni. Ez lassan ment végbe, mert a csatacirkálók csak rövid időre vettek vissza a sebességükből. A későbbiek folyamán azonban sikerült annyira felzárkózniuk, hogy a lassabb rombolók is a Seydlitz jobb oldalán, attól hátrébb tudtak pozíciót felvenni, bár a sebességük ahhoz nem volt elegendő, hogy szabadon manőverezhessenek. Ugyanez állt a Seydlitz előtt jobbra haladó Graudenzre és Stralsundra is. Hipper az ellenséges erők összetételéből úgy ítélte, hogy a december 16-ai akcióhoz hasonlóan most is a britek 2. csatahajóraja tartózkodhat a közelben, ezért az ellentámadással addig várni akart, míg el nem érik a Német-öböl biztonságosabb vizeit, ahol már a német flotta is bekapcsolódhatna a küzdelembe.
Mivel a csatacirkálók a könnyű erők felzárkózásakor csak 18−20 csomóval haladtak, a brit rombolók egy csoportjának sikerült balról olyannyira közel kerülniük, hogy a Blücher 09:25-kor engedélyt kapott a tűz saját belátás szerinti megnyitására. Két hátsó lövegtornyából 9–10 km távolságból nyitott rájuk tüzet és ezzel sikerült is elűznie őket. A tűz alá vett négy romboló keleti irányba haladt tovább.
Még miközben a Blücher a rombolókat lőtte és a Derfflinger is elhagyta a csatasort, hogy bekapcsolódhasson a küzdelembe, a jobb oldalon hátulról nyugat-északnyugati irányban öt erős füstoszlop vált láthatóvá, melyek hamarosan csatacirkálóktól származóknak bizonyultak. Mivel további kapitális hadihajók felbukkanását is várta a brit rádióforgalom alapján, Hipper úgy vélte, jobb lesz minél későbbre elodázni az összecsapást. Habár a szélirány kifejezetten hátrányos volt a németek számára, Hipper úgy döntött tartja az egyenesen a Német-öbölbe vezető irányt a harc kitörése után is. Amennyiben délnek tért volna ki, úgy közelebb került volna az ellenséges támaszpontokhoz és emellett a szél is kedvezőtlenebb lett volna, amennyiben pedig északnak tér ki, úgy lemondott volna a saját támaszpontokról kifutó erősítések támogatásáról és még jobban kitette volna a hajóit az ellenséges rombolók támadásainak.

##### Beatty taktikai elképzelései

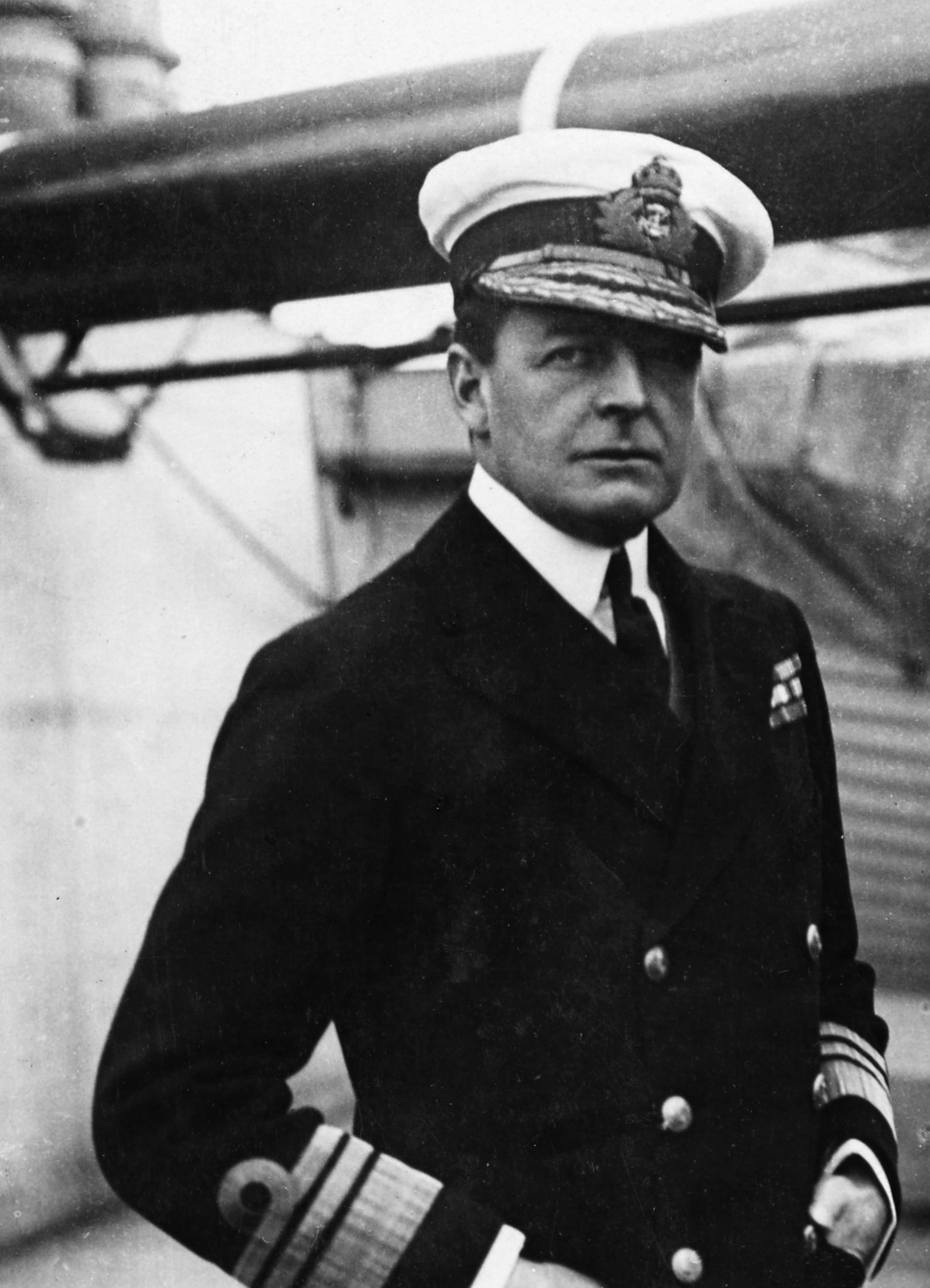
David Beatty ellentengernagy,
a brit csatacirkálók parancsnoka

Beatty ellentengernagy az 1. könnyűcirkálórajt épp észak-északkeleti irányba akarta küldeni felderítést végezni, mikor délkeletnek hirtelen lövések torkolattüzét lehetett látni, majd megkapta az Aurora összecsapásról szóló jelentését: „Harcban állok a Nyílttengeri Flottával.” A brit tengernagy terve az volt, hogy a számbeli hátrányban lévő és meglepett ellenségét elvágja a támaszpontjától és kedvező körülmények mellett vegye fel vele a harcot. Ezért az Aurora első jelzésére az 1. könnyűcirkálórajt a németek üldözésére küldte dél-délkeleti irányba, míg maga a csatacirkálóival 08:36-ig tartotta az eddigi irányát és csak ekkor változtatta dél-délkeletire a könnyűcirkálók jelentéseinek hatására, mivel ezek azt közölték, hogy a németek északnak tartanak, így tőlük délre kerülve a harchoz kedvezőbb pozícióba juthatott és így elvághatta őket a bázisaiktól. Ahogy teljes sebességre gyorsított, egyre inkább keleti irányra állt.
Napkeltekor az üldöző brit haderőnél a csatacirkálók bal oldalán, azokkal párhuzamosan 5 tmf-re haladt az 1. könnyűcirkálóraj, a két hajóraj között pedig az Arethusa a gyors M-osztályú rombolókkal. A Liontól 6 tmf-re délkeletre volt az Undaunted és az Aurora a flottilláikkal. Ez utóbbiak voltak a legközelebb a németekhez.
A Lion számára 08:50-kor váltak láthatóvá a német csatacirkálók 14 tmf távolságra, de ezeket a korai fényviszonyok miatt nem tudták azonosítani, ezért az M-osztályú rombolókat küldték előre felderíteni. Bár a Blücher 09:25-kor távolságtartásra kényszerítette őket, azok az azonosítás befejeztéig a német formáció közelében maradtak (lásd feljebb). Beatty ekkor a következő jelentést küldte Jellicoe tengernagynak, a Grand Fleet parancsnokának:
„Az észlelt ellenséges erő négy csatacirkálóból, négy könnyűcirkálóból és rombolókból áll, D 61° K irányba tart, távolság 11 tmf. Pozícióm 54,44 É, 3,44 K, irány D 40° K, sebesség 24 csomó.”
Jellicoe a flottával ekkor 150 tmf távolságra volt észak-északnyugatra attól a helytől, ahol a harc megkezdődött. A nagy távolság miatt nem avatkozhatott be a harcba, de 19 csomós sebességgel délnek vette az irányt, hogy amennyiben északnak térnének ki a német hajók, úgy elfoghassa őket. Ezzel egyidőben a 2. könnyűcirkálórajnak parancsba adta, hogy nagy sebességgel menjen a Dogger-padhoz, ahol a 3. csatahajórajt kellett támogatnia. A 3. csatahajórajt magát pedig arra utasította, hogy Helgoland felé vegye az irányt és ezzel biztosítsa Beatty harcát. Mivel ez a csatahajóraj pre-dreadnought mintájú régi egységekből állt, nem jelentett jelentős támogatást Beatty számára.

#### A német flottaparancsnok megfontolásai
Az erős brit zavarás ellenére a németek tudták jelezni Ingenohlnak az észleléseiket. A német flottaparancsnokot váratlanul érte a nehéz brit egységek felbukkanása, mivel úgy tudta, ezek mind messze északon vannak avagy a támaszpontjaikon horgonyoznak. 08:53-kor Hipper jelentette neki, hogy nyolc nagy egységet, egy könnyűcirkálót és egy tucat rombolót észleltek, majd azt is jelezte, hogy a rádiójelek alapján a 2. csatahajórajnak is a közelben kell lennie. Az Ingenohl rendelkezésére álló erő erősen hiányos volt, mivel a legerősebb egység, a 3. csatahajóraj a Balti-tengeren tartózkodott és számos cirkáló és romboló javítás vagy karbantartás alatt volt. Az I. csatahajóraj öt csatahajója bár a Wilhelmshaven előtti révnél volt, de csak két óra múlva tudtak volna útnak indulni. A rendelkezésre álló erők összevonásától és kifutásra való felkészítésétől eleve elzárkóztak, mivel úgy vélték, ezzel csak veszélyeztetnék az előretörést végrehajtó egységeket. Őrszolgálatban a Jade előtti aknazáron kívül ekkor csak az öt pre-dreadnoughtból álló II. csatahajóraj és a vele lévő 12. romboló-félflottilla, az Elbán a IV. csatahajóraj volt, ehhez járult még a három folyótorkolatnál összesen öt félflottilla. Mindegyik egység azonnal parancsot kapott, hogy fűtse fel a kazánjait és a külső révnél gyülekezzenek. Ingenohl azonban nem aggódott az összecsapás kimenetelét illetően, mivel az üzenetekből kitűnt, hogy a britek nem vágták el Hipper visszavonulási útját. Hipper 10:00 körül azonban arról tájékoztatta, hogy a britek 1. csatacirkálóraja tűnt fel nyugat-északnyugati irányban, majd hamarosan a Seydlitz jelezte, hogy harcban áll velük. Jelentős támogatást csak a modern egységekből álló I. csatahajóraj tudott volna nekik adni, de ennek egységei csak 12:00 után egyesével juthattak ki a Schillig-révre a zsilipeken át.
A leggyorsabban a tengeralattjárók léphettek fel az ellenséggel szemben, ezért az Ems torkolatából azonnal útnak indították az összes menetkész egységet. Egyedül Otto Hersing sorhajóhadnagy U 21 jelű tengeralattjárója tartózkodott a Német-öböl külső szélén, útban az ír vizek felé. Hersing bár tudott a csatacirkálók előretöréséről, a kialakult harcról már nem. Az útja során látott két brit rombolót és két tengeralattjárót a Német-öböl felé tartani, de ezeket nem jelentette. Miután az eseményekről semmilyen forrásból nem értesült, az útját a parancsainak megfelelően folytatta a La Manche-on át.
Az U 33-at a Norderney-nél lévő kijárathoz irányították, az U 19-et pedig egy Terschellingtől 40 tmf-re lévő pozícióba rendelték, 5 tmf-re délre attól a vonaltól, ahol várhatóan a csatacirkálók el fognak haladni és az U 32-t is hamarosan a közelbe rendelték. Az U 33-at is ide akarták átirányítani, de ez már nem sikerült.
A Helgolandnál lévők közül az U 35, U 17 és U 14 tengeralattjárók voltak kifutásra kész állapotban. A haditengerészet repülői közül 11:15-kor Borkumról szállt fel egy hidroplán felderítést végezni. A léghajók közül a csatacirkálók harcának közelében egyedül az L 5 tartózkodott, mely a Hipper erőivel való várható találkozási pont felé haladt.

#### A csatacirkálók harcának kezdete

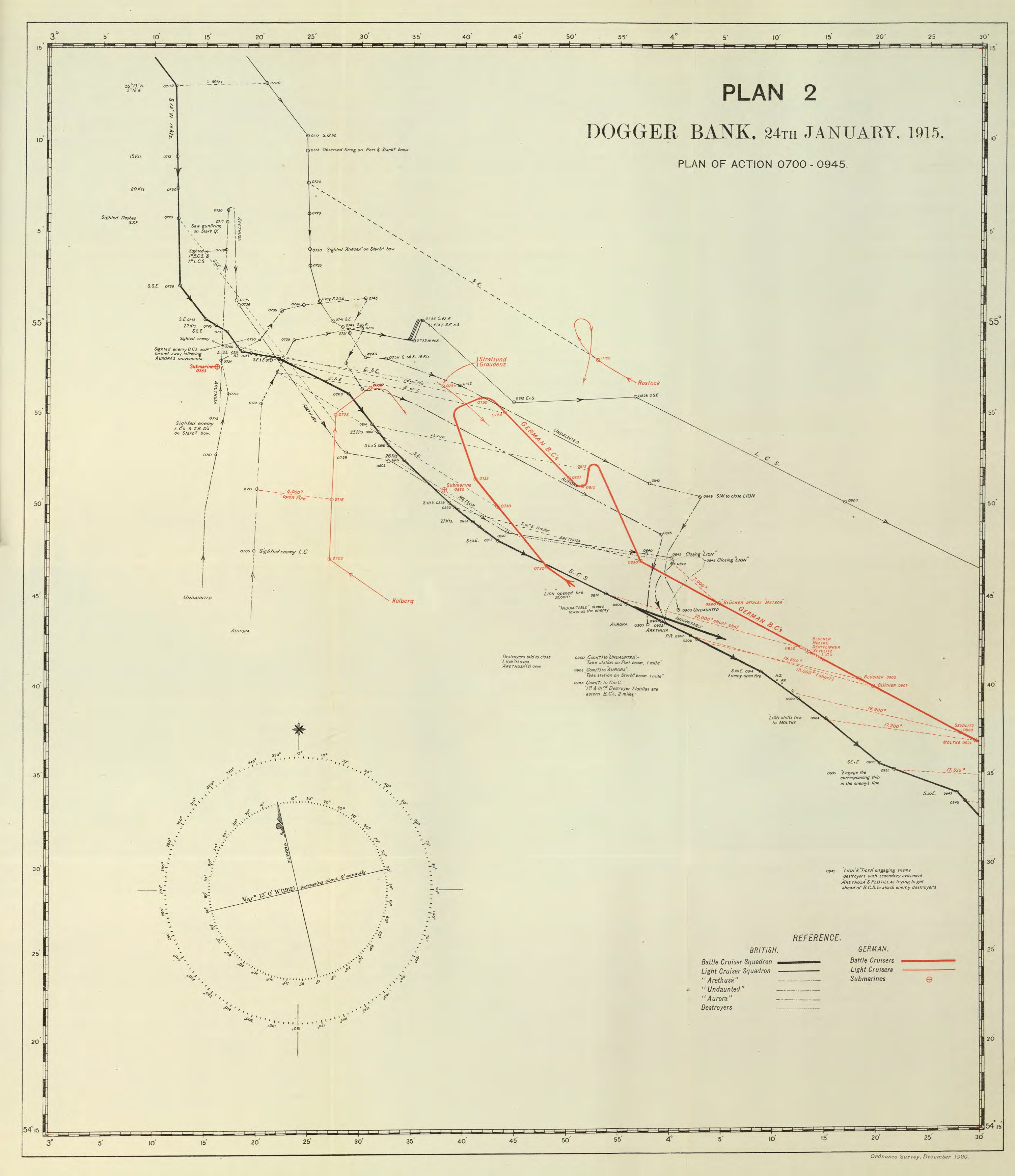
A csata menete 08:00-10:45 (07:00-09:45 GMT)

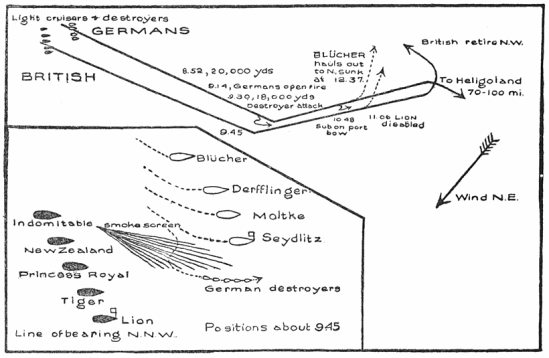
A csata egy egyszerűbb vázlata

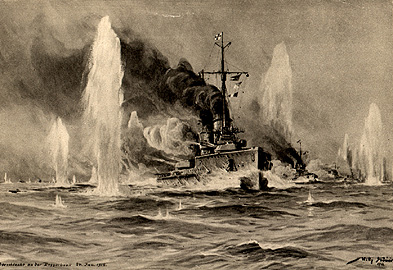
Német hajók a doggerbanki csatában Willy Stöwer alkotásán

Beatty terve, hogy a szél felőli oldalról vágja el a németek visszavonulási útvonalát, csak félig sikerült. Azért, hogy a gyorsan visszaforduló Hipperrel fel tudja venni a harcérintkezést, 09:15-kor vele párhuzamos délkeleti irányra állt. A beérésükhöz előbb 09:34-kor 27 csomóval, 09:43-kor 28 csomóval, majd 09:52-kor már 29 csomóval való haladásra adott parancsot. A brit zászlóshajón tartózkodó neves újságíró, Filson Young leírása szerint Beatty ezen lehetetlen utasításának célja „egy magas cél kitűzése volt a géptermek személyzete számára”, mivel ezt a sebességet talán csak a Tiger tudta elérni. Ennek következtében a 2. csatacirkálóraj régebbi egységei kezdtek leszakadozni az 1. csatacirkálóraj mögött. A könnyűcirkálók és a rombolók nem tudták velük tartani a lépést és szintén lemaradoztak, ahogy a németeket egészen 4 tmf-re megközelítő M-osztályú rombolók is visszacsúsztak hozzájuk, miután a Blücher tüze miatt ki kellett térjenek. A brit rombolók ezt követően a harcban tevőlegesen már nem vettek részt, mivel akkora távolságot kellett tartaniuk a németektől, hogy a saját csatacirkálók elől ne fedjék el őket. A német hajókat ezután azok farvizében nagy távolságra követve, a tőlük balra haladó 1. könnyűcirkálóraj egységeivel együtt arra szorítkoztak, hogy a németek irányváltoztatásait és a lövedékek leérkezéseit jelentsék a Lionnak.
A németekhez egyre közelebb érve a Lion 09:52-kor (08:52 GMT) adta le az első lövést a középső, ’Q’ jelű lövegtornyával (egyetlen ágyúból) a Blücherre 18 km-es távolságra, ennek lövedéke röviden érkezett le. 09:54-kor ezért Beatty a csatacirkálóival egyidejűleg balra kanyarodott, hogy csökkentse a távolságot, majd ismét párhuzamos irányra állt a németekkel. 10:00-kor a Tiger is megkezdte egy-egy lövés leadásával a távolság bemérését. Beatty 10:05-kor adta ki a parancsot az általános tűzmegnyitáshoz. Ekkor kapcsolódott be a Princess Royal is a Blücher lövetésébe, mivel ekkor még mindegyik brit hajó csak ezt a hátul haladó német egységet lőtte.
Beatty a tűz megnyitása után egy órával (10:52 KEI) mérsékelte a sebességét, hogy a két régebbi csatacirkálója ne szakadjon le tőle túlságosan és még kölcsönösen tudják egymást támogatni a harcban. Beatty jelentése szerint a legnagyobb sebességet a Lion érte el 28,5 csomóval, ami az ő részéről szándékos túlzás lehet, mivel a hajónapló 27 csomót említ. A zászlóshajóval egyedül a Tiger tudta tartani a lépést, mely mindvégig tartotta az öt kábelnyi (kb. 930 m) távolságot tőle. A New Zealand sebessége 26, míg a leglassabb Indomitable-é 25 csomó lehetett a csata során.
A németek eddig még nem nyitottak tüzet, ebben akadályozta őket az északkeletről fújó szél is, ami miatt a kéményfüst többé-kevésbé eltakarta a célpontokat a távmérőkön. A brit csatacirkálók felépítményei még csak alig tűntek fel a horizonton, mikor a lövedékeik 1000−1500 méterrel a német hajók mögött a vízbe csapódtak. A britek tüze még jó ideig rövid maradt. A német csatacirkálók csőemelkedése (20°) azonban csak 18 500 m maximális lőtávolságot tett lehetővé, egyedül a Derfflinger esetében volt ez az érték 19 000 m. Ez amiatt volt, hogy a német konstruktőrök az Északi-tenger átlagos időjárási körülményeit figyelembe véve a 19 km-es távolságot tartották a maximálisan szóba jöhető harci távolságnak és úgy ítélték meg, hogy a további emelhetőség a tornyok páncélvastagságának a rovására menne.
A kisebb lőtávolság azonban eddig nem bizonyult hátránynak, mivel 10:09-kor, mikor Hipper a Seydlitzről kiadta a tűzparancsot, a britek tüze még semmilyen hatással nem bírt. Hipper minden hajójának egyből a csatasorban vele megfelelő brit egységet jelölte ki célpontnak („Feuerverteilung von links.”). Mivel a britek eggyel több hajóval rendelkeztek, az utolsó hajójuknak nem jutott ellenfél, így az zavartalanul tüzelhetett. Ráadásul a németeket olyan mértékben zavarta a saját kéményfüstjük az északkeleti szél miatt, hogy a tűzparancsnak egyedül a Derfflinger tudott egyből eleget tenni 10:11-kor leadva az első sortüzét.
A Lion 10:09-kor érte el az első találatát a Blücheren. A hajó orrát a két horgony között ért gránát nem okozott jelentős kárt. Csak miután a Derfflinger tüzet nyitott, vettek célba a britek a Blücheren kívül más hajót is. A Lion 10:14-kor a Moltkéra helyezte át a tüzét, míg a Tiger és a Princess Royal továbbra is a Blüchert lőtték. Beatty közben enyhén jobbra kanyarodott, hogy a hátsó lövegtornyokat is bevethesse. Ezután kezdett az élen haladó három brit csatacirkáló folyamatos sortüzeket lőni.
A Derfflinger után német részről 10:18-kor a Blücher, 10:19-kor a Seydlitz és végül 10:20-kor a Moltke kapcsolódott be a küzdelembe. A csatacirkálók előtt haladó könnyűcirkálók és rombolók kéményfüstje azonban az ellenség irányába terült el és ez olyan mértékben zavaró volt, hogy előbb csak az élen haladó Lion volt látható számukra és ezt vette elsőként célba a Derfflinger majd a Seydlitz. A Moltke kezdettől fogva a Tigert lőtte, az pedig bizonyosan nem tudható, hogy a Blücher ekkor melyik hajóra tüzelt. A két hajóraj közötti távolság ekkor 17 km volt és folyamatosan csökkent 14,5 km-ig. A csata második felében aztán ismét nőni kezdett és átlagosan 16,5 km volt a továbbiakban.
A jelentős sebességbeli fölényük ellenére a britek nem próbálták jobban megközelíteni a németeket, hanem ezt az előnyüket a német sortüzek gyors manőverekkel való kikerülésére használták. Ez nagyban megnehezítette a tűzvezetést a németek számára, akiknek a kéményfüst is folyamatosan hátráltatta a célelosztás betartását. A célpontokat annak megfelelően választották ki, hogy melyik volt éppen kivehető számukra és melyik volt elérhető az összes ágyú számára. Mivel a britek két vonással (22,5°) hátrébb helyezkedtek, nem lehetett mindig az összes löveget feléjük fordítani és az elülső lövegtornyok gyakran kimaradtak a sortüzekből. A lövedékek leérkezését sokszor csak az árbóckosár megfigyelőállásaiból lehetett kivenni.
10:35-kor a Derfflinger áthelyezte a tüzét a Lionról a Tigerre, majd hamarosan a sorban harmadik Princess Royalra volt kénytelen váltani a kéményfüst által korlátozott kilátás miatt. Az élen haladó brit csatacirkálók elleni tűz ennek ellenére hatásosnak bizonyult. A brit leírások szerint az élen haladó Lion 10:21-kor szenvedte el az első találatot. A német megfigyelések szerint Beatty zászlóshajója 10:35-kor jobbra tért ki és ezzel egy időre lőtávolon kívülre is került. Három perccel később a Tiger kapott lángra, miután a 16 400 és 17 400 m távolságból rá leadott sortüzek láthatólag jó hatásfokkal érték. Az ágyúi elhallgattak és a németek elől elrejtette a lángok füstje. A csata ezen szakaszában a britek csak egy találatot értek el, 10:25-kor a Seydlitz elejét érte egy találat, de ez nem volt hatással a harcképességére.
A britek kitérésének oka azonban nem annyira a német tüzérség hatékonyságának volt betudható, hanem a valamivel előrébb helyezkedő német rombolók utóbbi negyed órában végrehajtott manővereiből vélték úgy, hogy azok torpedótámadást kísérelhetnek meg ellenük. Ennek elhárításához a brit rombolóknak is a brit csatacirkálók előtt kellett volna haladniuk, de Tyrwhitt hogy a csatacirkálókat a kéményfüstjével ne zavarja, egyre inkább leszakadt róluk és már azok mögött a bal oldalon foglalt pozíciót. Habár 10:20-kor parancsot kapott arra, hogy álljon a csatacirkálók elé, azok nagy sebessége miatt viszont ez egyik rombolónak sem sikerült. Beatty ezért a torpedótámadások elkerülése végett két vonással (22,5°) tért ki jobbra (délnek).

### Második szakasz

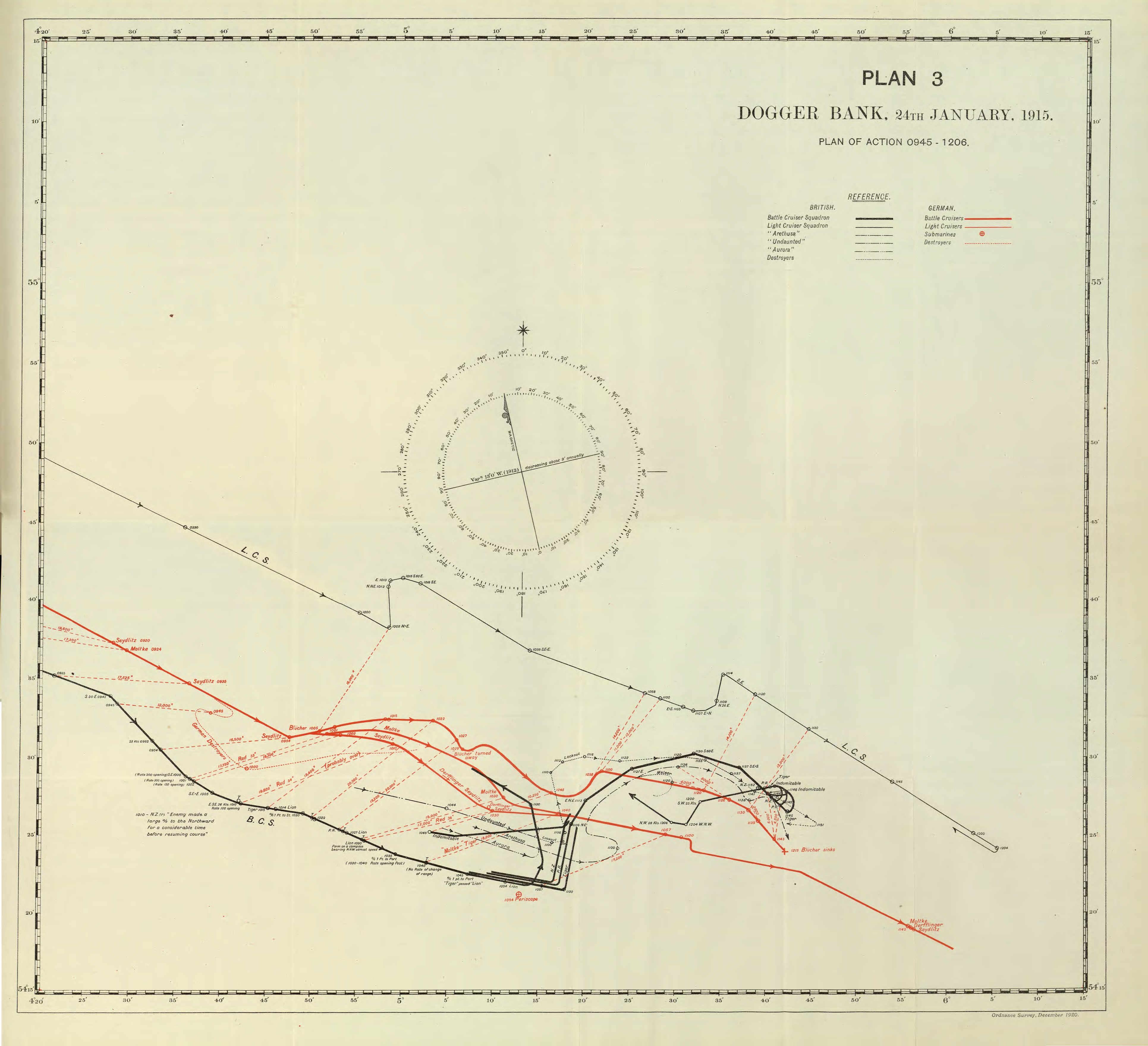
A csata menete 10:45-13:06 (09:45-12:06 GMT)

A britek által várt torpedótámadás elmaradt, majd az ezutáni fél órában a tűzharc ismét erőre kapott és még hevesebb lett annak ellenére, hogy a távolság nagyobb lett (14,5 km-ről átlagosan 16,5 km). 10:35-kor Beatty is a németekéhez hasonló célpontmegosztást rendelt el, azaz minden hajójának a német csatasorban vele megegyező helyűt kellett lőnie, míg eddig a tüzüket főleg a sor végén haladó hajókra koncentrálták. Így Blüchert ezután csak a New Zealand lőtte, míg a Princess Royal a Derfflingerre helyezte át róla a tüzét. A brit csatacirkálók közül leglassabb Indomitable még nem ért az ágyúinak lőtávolságán belülre, azonban a Tigeren úgy számoltak, hogy már ez az egység is részt vesz a harcban és mivel öt brit egység van így már harcban négy némettel, ezért valamelyik német hajóra két brit is tüzelhet. Ebből a megfontolásból a Moltke helyett a Tiger is a Seydlitzet vette tűz alá. Emiatt viszont a német csatasorban második helyen haladó Moltkéra nem jutott ellenfél és ezért zavartalanul, nagy hatásfokkal vehette tűz alá a brit zászlóshajót, a Liont. A Tiger ezután a brit csatasor felé sodródó német kémény, és lőporfüstben hamarosan szem elől veszítette a Seydlitzet és a Southampton jelzései alapján tüzelve messze túl lőtt rajta.
A Derfflinger mellett 10:28-kor majd 10:43-kor is egy-egy rövid sortűz csapódott be, melyek erősen megrázkódtatták a hajót. Az utóbbi alkalommal a hajó hátsó részén volt ez erősen érezhető. A jobb oldali tengelyalagút falai meghajlottak, szegecsek pattantak el, emiatt víz kezdett szivárogni a hajótestbe. Ezt a szivárgást percek alatt sikerült megszüntetni.

#### ASeydlitzsérülései

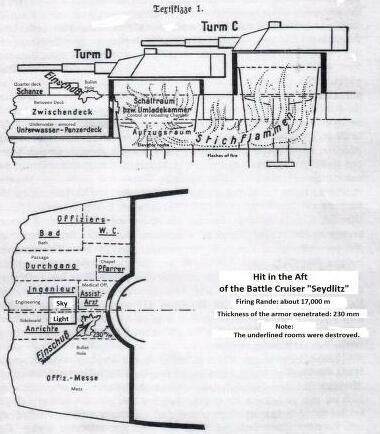
A Seydlitz hátsó lövegtornyait kiiktató találat vázlata

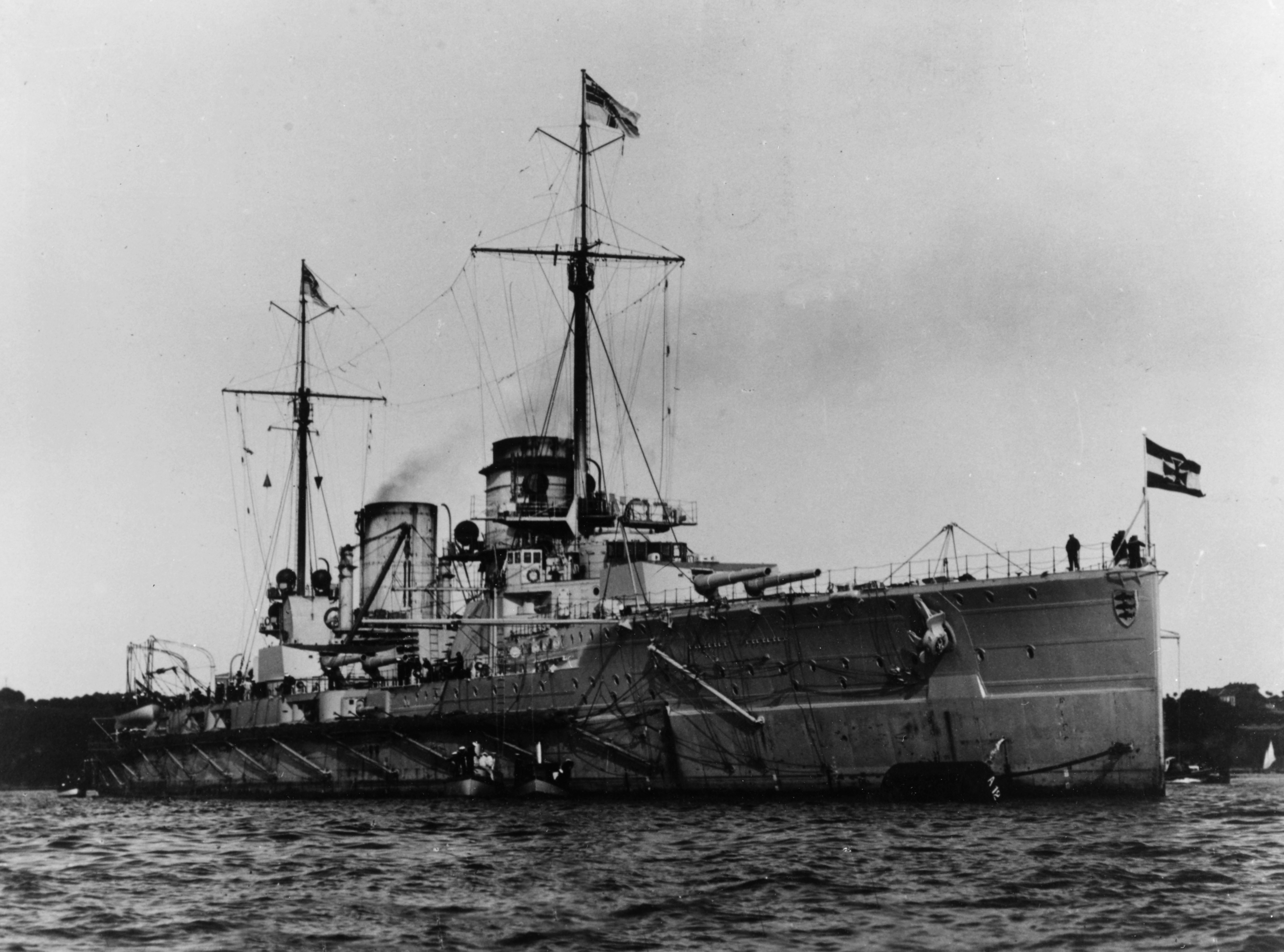
A Seydlitz csatacirkáló
Hipper tengernagy zászlóshajója

Ezzel egyidőben (10:43 KEI; 09:43 GMT) azonban a Seydlitz súlyos találatot kapott, ennek következtében a két hátsó lövegtorony (’C’ és ’D’) kiégett. Egy nagyjából 17 000 méterről kilőtt, 130° irányból érkező 343 mm-es lövedék ütötte át a fedélzetet közvetlenül a ’D’ jelű torony mögött, majd egy lemezen megpattanva a barbetta 230 mm vastag páncélzatába fúródva robbant fel. (Lásd ábra: Groos 211. o.) A kisméretű töltet robbanóereje főként a tornyon kívüli helyiségeket érintette, azonban a barbetta belső falának letörött, izzó darabjai az átrakodóhelyiségbe csapódva lángra lobbantották a csúszdákon (Gleitbahn) lévő kivetőtölteteket. Szúrólángok hatoltak fel és le a lőszerfelvonó aknán és lángra lobbantották a felvonókban lévő és az azok mellett lévő további kivetőtölteteket. Csak azok a töltetek nem kaptak lángra, melyek még benne voltak a tárolóhüvelyeikben és a zárófedelük is még rajtuk volt. A felvonóhelyiség személyzete a robbanás és az égési gázok elől menekülve a ’C’ jelű torony hasonló helyiségébe igyekezett átjutni, és ehhez kinyitották a két torony közötti válaszfalakat. Ekkor azonban a felvonóteremben lévő lőpor is lángra kaphatott és a szúrólángja a ’C’ torony lőszerfelvonójába átjutva itt is begyújtotta a kivetőtölteteket. A hüvelyekben tárolt fő kivetőtöltetek itt még akkor sem kaptak lángra, ha azok záró fedele el volt távolítva, de 6000 kg-nyi így is néhány másodperc alatt elégett. A két torony összesen 165 kezelője rövid idő alatt életét veszítette. Mindenki, aki a hajó lángoló hátsó részét látta, úgy hitte, hogy a lövedékek is fel fognak robbanni és a hajó hamarosan teljesen meg fog semmisülni. Az első tüzértiszt, Richard Foerster ezért gyorstüzelésre adott parancsot (a „Schnell, gut!” utasítással), hogy ameddig csak lehet, tűz alatt tartsák az ellenséget. Ezután a Seydlitz 10 másodpercenként adott le egy-egy félsortüzet a nehéztüzérségével.
Az első tiszt, Hagedorn korvettkapitány Müller tűzszerész (Feuerwerker) és Wilhelm Heidkamp szivattyúmester (Pumpenmeister) társaságában ekkor jutott be a III-as részlegbe, ahol a mérges gázok és a nagy hőség ellenére meg tudták nyitni az elárasztó szelepeket, evvel pedig sikerült megakadályozniuk, hogy a hátsó lőszerraktárak felrobbanjanak. A szellőzőnyílásokon át több szomszédos helyiséget is elárasztott a tengervíz, ettől a csatacirkáló merülése a hátsó részénél 10,5 méterre nőtt (maximális merülése 9,3 m volt). Emiatt fennállt annak a veszélye, hogy a nagy sebesség révén amúgy is alacsonyan lévő tat egy újabb, a fedélzetét érő találat esetén felülről telik meg vízzel. A lángok és a keletkezett gázok miatt a kormányművek termeit is el kellett hagyniuk az ott tartózkodóknak fél órára.
A Seydlitzet ért találattal egyidőben a Blücher is több elszenvedett találat jelét mutatta a britek számára és a Tiger is áthelyezte rá a tüzét 10:50-től (09:50 GMT), így egyszerre hárman is lőtték. 10:45-től a Lion és a Tiger másodlagos tüzérsége tűz alá vette a német rombolókat, mire ezek visszatértek a csatacirkálók előtti pozícióikba.

#### ALionés aBlüchersérülései
A Lion sérülései (10:28-11:01)

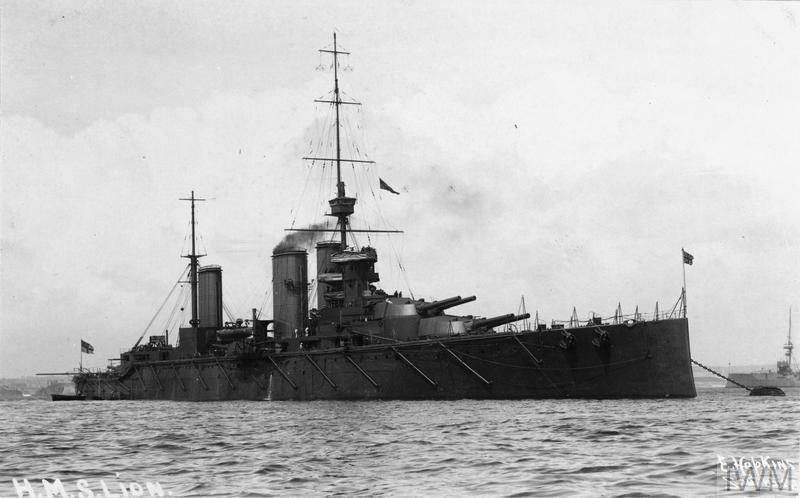
A Lion csatacirkáló
Beatty ellentengernagy zászlóshajója

Két perccel a Seydlitzet ért súlyos találat után a brit zászlóshajót is eltalálta egy német nehézgránát és egészen az egyik lőszerraktáráig hatolt, azonban széttörött ahelyett, hogy felrobbant volna. 10:53-kor Beatty-nek 24 csomóra kellett mérsékelnie a sebességét, hogy a hajóraját ismét egyben tarthassa. Habár a Tiger szorosan a Lion mögött haladt, mögötte a Princess Royal már nagyobb távolságra lemaradt, hasonlóan a New Zealand is a Princess Royal mögött.
Röviddel ezután egy harmadik, majd egy negyedik találat is érte a Liont. A 10:54-kor elszenvedett találat összeroncsolta az ’A’ jelű torony tetejét és a bal oldali ágyúját harcképtelenné tette. 11:01-kor (10:01 GMT) a Seydlitz egyik lövedéke az övpáncélzatot a hátsó részén átütve robbanás nélkül áthaladt a 102 mm-es lövedékek raktárának
felső részén, anélkül, hogy felrobbant volna, majd a gépterembe jutott be, a beáramló víz pedig elárasztotta a szabadon álló vezérlőpanelt, két dinamó rövidzárlatot kapott, emiatt megszűnt a hátsó tűzvezető központ és a könnyű tüzérség áramellátása. A Lion ezután bal oldalára kezdett dőlni. Beatty számára ekkor úgy tűnt, hogy a németek egyre távolodva északi irányba próbálnák kivonni magukat az ellenséges tűzből, és ezt egy rombolók által végrehajtandó torpedótámadással igyekeznének elősegíteni. Ezt azért gondolhatta, mert néhány német romboló nem tudta tartani a többi sebességét és a német csatacirkálók jobb oldalán kezdtek lemaradozni. Másik rombolók ugyanebből az okból a csatacirkálók bal oldalára igyekeztek átkerülni. A német rombolók nagy részének a hullámzás és az előttük haladó egységek farvize miatt a hajtóműveket 24-26 csomónak megfelelő fordulatszámra kellett felpörgetniük, hogy tartani tudják a lépést.
A német rombolók meghiúsult torpedótámadási kísérlete

A német rombolók közül a 15. és 18. félflottillák a sebességet jobban tudták tartani a csatacirkálókkal, mint az V. flottilla egységei. Ebből is a 9. félflottilla volt az, amelyiknek a hajói nem tudták tartani a cirkálók 23 csomós sebességét és egyre inkább leszakadtak. Hipper még az ütközet elején meghagyta, hogy „szükség esetén a rombolókat tekintet nélkül be kell vetni”, a nagy füst azonban megakadályozta őket ebben, mert alig-alig bukkant elő a vezérhajójuk számára egy-egy brit csatacirkáló és nem tudták megállapítani a brit kötelék hajóinak számát és összetételét. Parancsnokuk, Hartog sorhajókapitány ezért a Rostockon Hipperre bízta a döntést, hogy mikor rendeli el a rombolói bevetését. A torpedók kilövése az ellenség előtt való helyezkedés ellenére sem kecsegtetett nagy sikerrel, mivel túl nagy volt a távolság Beatty csatacirkálóitól és Hartog megítélése szerint a megközelítés során túl sokáig ki lettek volna téve az ellenséges tűznek, a brit csatacirkálóknak pedig lett volna bőven idejük kitérni előlük. Ezen felül a jelentős számú brit könnyűcirkáló és romboló miatt a támadó rombolók jelentős veszteségeket szenvedhettek volna el, ha a támadás után nem tudtak volna újra csatlakozni a saját, nagy sebességgel haladó cirkálókhoz. Hipper hasonló megfontolásokból kerülte a rombolók bevetését a csata első szakaszában, mivel veszteségek beálltáig vagy a taktikai helyzet megváltozásáig a szándéka az volt, hogy az ellenséget maga után vonja a Német-öbölbe.
Alig hagyott alább a tűzharc hevessége a távolság növekedésével a britek 10:40-kor végrehajtott kitérése miatt, mikor a Seydlitz a hajók bal oldali tüzérségének 11:00-kor „jobbról való célpontelosztásra” adott parancsot (Backbordseite Feuer verteilen von rechts). Ez Goodenough 1. könnyűcirkálórajának célba vételére vonatkozott, mivel ez az egység már 13 700 méterre megközelítette a Blüchert. A csatacirkálók 11:04-kor nyitottak rájuk tüzet. Ezzel egyidőben a Blücher a jobb oldalán közelítő három rombolót is meghátrálásra kényszerítette. Néhány sortűz leadása után a brit könnyűcirkálók északi irányba tértek ki és már jócskán eltávolodva, 11:16-kor álltak ismét párhuzamos útirányra a németekkel. A brit csatacirkálókon úgy vélték, a németek erős irányváltoztatást hajtottak végre, de valójában csak a sortüzek kikerülése érdekében végeztek kisebb kitéréseket (haladtak cikkcakkban). A Blücher közben lassan kezdett lemaradni a többi hajó mögött. Ez a december 16-ai küldetés (Scarborough-i rajtaütés) tapasztalatai alapján – ahol a Blüchernek nem voltak sebességbeli problémái – váratlan fejlemény volt, máskülönben a páncélos cirkálót a formáció élén helyezték volna el.
A Lion újabb sérülései (11:18)

Időközben Beatty tengernagy a Liont ért károk ellenére 26 csomóra fokozta a sebességet és ismét közelíteni kezdett a németek felé. Alig érkeztek hajói lőtávolon belülre, mikor 11:18-kor két újabb találatot szenvedett el a brit zászlóshajó a Derfflingertől. Az egyik 30,5 cm-es lövedék az övpáncélzat lemezeit hajlította be és a bejutó víz elöntötte a bal oldali elülső szénraktárakat. A másik a vízvonalon ütötte át a páncélzatot és a torpedókamrában robbant. A vele szomszédos termek percek alatt a főfedélzetig megteltek vízzel. A brit értékelés kiemeli, hogy a német sortüzek pontosak voltak, gyorsan követték egymást és a lövedékeik szorosan érkeztek le, emiatt a brit csatacirkálók folyamatos irányváltoztatásokra kényszerültek. Beatty úgy vélte, hogy a német alakzat lépcsőzetes kialakítású, melyben a hátsó hajók távolabb vannak, ezért hasonló elrendezésben kell hozzájuk közelednie a hajóival, és ennek megfelelő parancsot adott ki. A legnagyobb elérhető sebességgel a hajóit a zászlóshajóhoz viszonyítva észak-északnyugati irányba tagolva állította fel. Közelebb nem kívánt menni a német csatacirkálókhoz, mivel azzal a rombolók farvízébe került volna, és attól tartott, hogy azok aknákat szórhatnak a vízbe. Ezért arra törekedett, hogy a szélvédett oldalon megelőzze a németeket és ily módon esetleg a Grand Fleet felé tudja terelni őket. Erre megvolt az esélye, mivel még viszonylag korán volt, Helgoland is még 100 tmf távolságra volt és a német hajók egyike, a Blücher is súlyosan megsérült már.

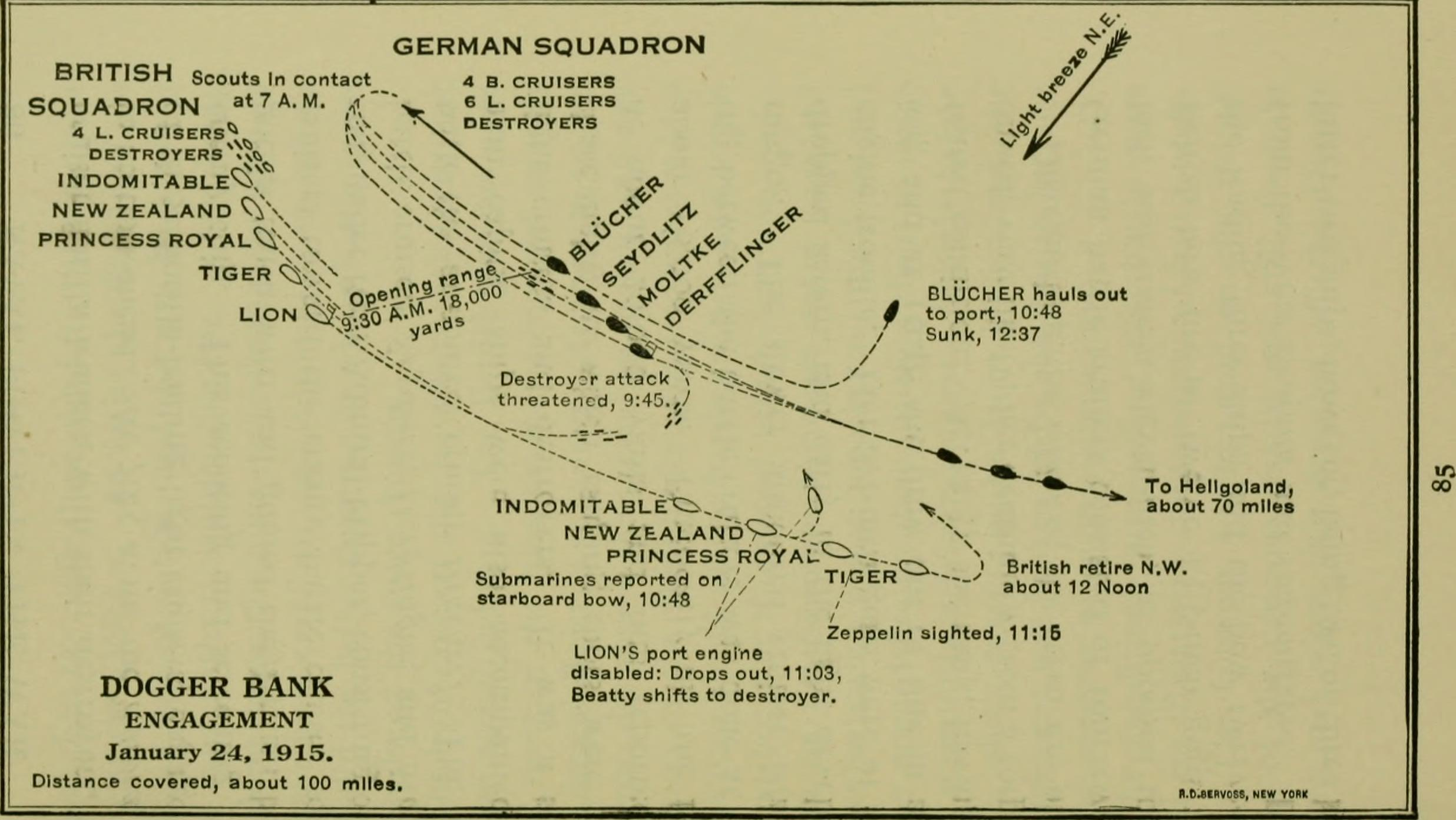
Az események vázlata a Blücher kiválásával a német formációból

A Blüchert ért végzetes találat (11:30)

A páncélos cirkálót 11:30-kor érte a Princess Royaltól egy gránáttalálat, mely végzetesnek bizonyult számára. Ez a hajó belsejében, a hosszának egyharmad részén végighúzódó lőszerszállító járatot érte. Ilyennel csak a Blücher rendelkezett, mivel kísérleti jelleggel alakították ki nála. A fedélzetet a két első lövegtorony között átütő lövedék 35-40 darab 21 cm-es űrméretű lövedék kivetőtöltetét gyújtotta be a járatban sorban egymás után és a szúrólángok az elülső szárnytornyok lőszerfelvonóiba becsapva meggyújtották az itteni kivetőtölteteket is. A tűzvezetés összes eszköze, parancstovábbító eszközök és a kormányrudak (Rudergestänge) egy csapásra használhatatlanná váltak. Gránátrepeszek szakították el a fő gőzvezetéket a 3-as számú kazánteremben, emiatt a hajó sebessége 17 csomóra esett vissza. A Blücher jelezte ezután a Seydlitznek, hogy manőverképtelenné vált, de ezután még hosszabb ideig követte a többi csatacirkálót hevesen tüzelve, és csak lassan szakadt le a formációtól. Beatty ezt látva a leglassabb hajóját, az Indomitable-t rendelte a Blücher elsüllyesztésére.

#### ALionkiválása a harcból

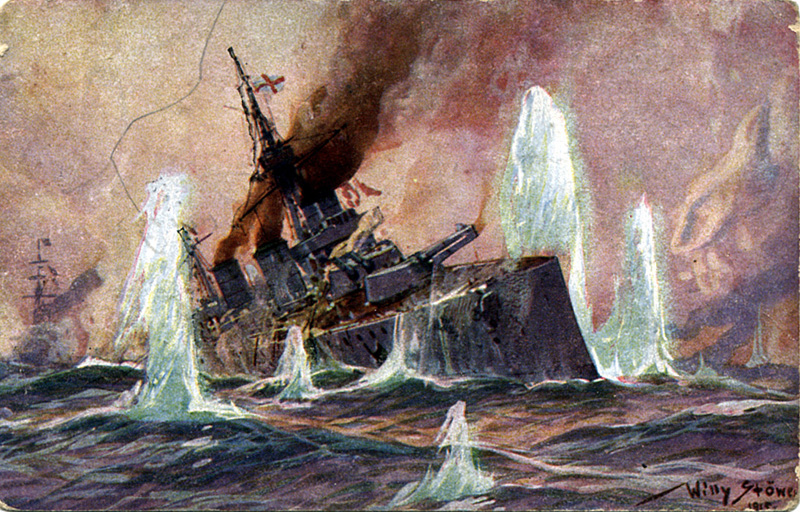
A Lion a doggerbanki csatában Willy Stöwer festményén

Beatty számára ekkor tűnt elérkezettnek a pillanat, hogy döntésre vigye az összecsapást. 11:30-kor még olyannyira messze volt a német csatasortól, hogy csak a Derfflingert tudta elérni ágyúival a maximális, 19 000 méteres lőtávot lehetővé tévő csőemelkedés mellett. A brit lövedékek legnagyobb lőtávolságának 19 500 m bizonyult. 11:35-kor ezért Beatty a csatacirkálóival egy vonással (11,25°) balra kanyarodott, hogy azután 11:45-kor, majd 11:47-kor is egy olyan jelzést adjon le a csatacirkálóinak, hogy mielőbb kerüljenek olyan lőtávon belül a célpontjaikhoz, hogy az összes ágyújukat bevethessék. Ezt a jelzést egyedül a Tigeren vették és csak az elejét („Közelíteni az ellenséghez”). Azonban alig kezdték meg a britek a megközelítést, mikor a Seydlitz és a Moltke csaknem végzetes sortüzei érték a Liont. A brit beszámolók szerint 11:35 és 11:50 között hat lövedék érte a brit zászlóshajót. Az övpáncélt ismét átütötte egy lövedék és újabb szénraktárakat öntött el a tengervíz. Egy lövedék 11:45-kor az ’A’ lövegtorony lőszerraktára mellett robbant. A helyiség lángra kapott, de még idejében el tudták árasztani, így a lőszerraktár nem robbant fel. A vízbetörések miatt a Lion ekkorra már olyannyira lelassult, hogy a Tiger kezdte megelőzni. A Liont 11:49 és 11:52 között egy újabb találat érte az övpáncélján, és azt benyomva az orrától a végéig megremegtette. Ezzel egyidőben egy rövidzárlat miatt megszűnt az áramellátás és a hajó már 10°-kal megdőlt a bal oldalára. A csatacirkáló ekkor 15 csomóra lassult le és ki kellett válnia a csatasorból.
Az utolsó találatokkal egyidőben a Lionon annak jobb oldalán ellenséges tengeralattjárók észlelését jelentették. Beatty erre reagálva 11:54-kor egy 8 vonással (90°) való balra kanyarodást rendelt el. A brit tengernagy ezt a manővert sem tekintette minden veszély nélkülinek, mivel ezzel a német rombolók farvizén kellett áthaladnia, ami a meglátása szerint azzal is járhatott, hogy aknára futtatja a hajóját. A derékszögű kanyarodással észak-északkeleti irányra állt, ennek révén a németek túl gyorsan távolodhattak el tőle, ezért az irányt 12:02-kor északkeletire korrigálta, hogy az üldözést továbbra is folytathassa és ezzel amellett, hogy a német rombolók farvizét is elkerülhette, a megrongált Blüchert is elvághatta a német hajóraj többi tagjától.

#### Hipper megfontolásai aBlüchermegsegítését illetően

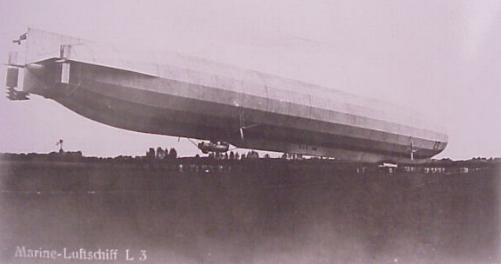
Egy az L 5-höz hasonló M-osztályú haditengerészeti léghajó, az L 3

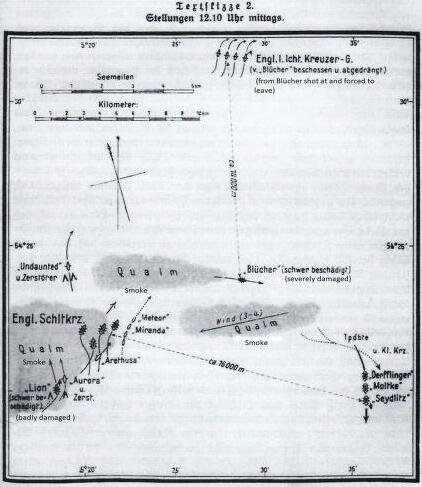
A hajók helyzete 12:10-kor (német vázlat)

A német zászlóshajóról a brit hajók ezen manőverei nem voltak teljesen kivehetők, mivel az erős irányváltások közben gyakran átfedték egymást és több hajó összemosódva egynek tűnt. 11:55-kor tűnt fel az L 5 jelű léghajó a németek bal oldalán, de ez Goodenough északra helyezkedő 1. könnyűcirkálóraját tartotta inkább szemmel, nem pedig a brit csatacirkálókat. Az alacsony felhőzet miatt 300–600 m magasságban repült és így már röviddel 12:00 után három könnyűcirkáló tüzébe került, emiatt a felhők közé kellett menekülnie és ott az ellenséges hajók lőtávolságán kívülre manőverezett, mielőtt újra előbukkanhatott. 11:55-kor a Seydlitzről annyit felismertek, hogy a már csak lassabban tüzelő Lion egy nagy robbanással járó találat elszenvedése után erősen megdőlve nyugat-délnyugati irányba elkanyarodott, míg a mögötte haladó és a négy ágyúját mindig egyszerre elsütő hadihajó elhalad mellette, ezért a Seydlitz erre helyezte át a tüzét. A többi brit csatacirkáló egymástól különböző távolságokat tartva követte az élükön haladót. A további megfontolásait Hipper tengernagy így írta le:
„Mivel egy ideje a „Blücher” erősen lemaradozott, másrészről az ellenség viselkedése elszenvedett sérülésekre (a „Moltke” 11.52 órakor egy találatot figyelt meg a „Tiger”-en is) utalt, ezért úgy döntöttem, hogy a „Blücher” fedezése és az ellenségnek való energikus károkozás érdekében közelítek hozzá és a torpedónaszádokat [rombolókat] bevetem ellene. 11.58 órakor, miután előzőleg a csatasor délkelet-dél [SOzS] irányt vett fel, ebbe az irányba fordult. 12 órakor lett kiadva a jelzés a torpedónaszádok számára a támadáshoz, és ezzel egyidőben a manőver-szikratávírójelzéssel is: „Z zászló” [„Stander Z”] és az ehhez való vörös zászlójelzés. A magában szokatlan szikratávírójelzés arra késztette a torpedónaszád-erők vezetőjét, hogy megkérdezze, a torpedónaszádoknak támadniuk kell-e. A kétséget az egyidejűleg fellobogó „Z” zászló oszlatta el.”
A német rombolók ekkor még erősen szét voltak szóródva. Három egység, a V 1, a V 5 és az S 178 11:30 óta különböző hajtóműproblémák miatt annyira lemaradtak, hogy már lemondtak róluk. Különösen az S 178, a VIII. flottilla vezérhajója került nagy veszélybe, miután az egyik kazánja használhatatlanná vált és emiatt már csak 18 csomóval tudott haladni. A flottilla parancsnoka, Hundertmarck korvettkapitány már azon volt, hogy az ellenség felé fordulva önálló támadást hajt végre, mikor a Seydlitz jelzésére 12:03-kor az összes romboló támadáshoz manőverezett, így az S 178 is felzárkózhatott hozzájuk. Eközben a német csatacirkálók egyre délebbre kanyarodva az ellenség és a meginduló rombolóik közé kerültek, ezért utóbbiak egy részének át kellett törnie a csatacirkálók között, a másik részének pedig mögöttük kellett elhaladnia. Eközben viszont a Tiger és a mögötte nagy távolságra lévő és alig kivehető második brit csatacirkáló (és a mögötte lévők is) északnak kanyarodtak el. Ezzel a német rombolók előrébb való helyezkedése (vorliche Stellung), az egyetlen olyan pozíció, ahonnan megindíthatták a támadásukat, végképp elveszett. A torpedók sebessége alig 40 csomó (74 km/h) volt és a hatótávolságuk is erősen korlátozott volt, ezért a távolodó hajókat nem érhették el velük. Német részről úgy vélték, hogy a britek a készülődő támadás miatt hajtották végre ezt a manővert, de ennek (mint feljebb is szerepel) valójában más okai voltak. Hipper már 12:07-kor vissza is vonta a támadásra felszólító parancsot.
Ezzel egyidőben a csatacirkálókkal egészen déli, kissé nyugati (Süd zu West) irányig kanyarodott, az ellenség felé véve az irányt, hogy ezzel a Blüchert meg tudja még menteni. A páncélos cirkáló 4 tmf távolságra volt ekkor északra a többi német hajótól és számos lövedék csapódott be körülötte, miközben minden irányba hevesen tüzelt. A döntést azonban alig hozták meg, mikor jelentés érkezett arról, hogy a Seydlitz két hátsó lövegtornya végleg használhatatlanná vált, a többiek részére pedig már csak 200 lövedék maradt és 600 t víz tört be a hajó tatrészébe. Hipper így nehéz döntés előtt állt. A helyzetet a csatajelentésében így írta le:
„Az S. M. S. Blücher további támogatása a körharcban [Kreisgefecht] az I. felderítőcsoportot az angol csatacirkálók és a mögöttük gyanított csatahajóraj közé vitte volna. Emellett a saját él, miután a körharcban lassan északi irány felvételére került volna sor, nagyon kedvezőtlen helyzetbe került volna az ellenséges rombolókkal szemben.
Az ellenséggel északnak párhuzamosan haladva vívott harcban, ami megfontolásra is került, ugyanazt a hátrányt eredményezte volna a rombolókkal szemben, melyek már északon gyülekeztek és a Blücher ellen megindultak.
A saját partoktól való még mindig nagy távolság egy további cirkálónál fellépő hajtóműprobléma esetén annak pusztulását okozhatta volna anélkül, hogy ezzel a „Blücher”-en segíteni lehetett volna. A csatacirkálócsoportok közötti harcra ugyanis a legnagyobb sebességgel való haladás mellett került sor. Ez talán a bajba jutott és segítségre szoruló hajó mellett vezetett volna el, de ez nem akadályozta volna a mieinkkel szemben számban és erőben fölényben lévő ellenséges könnyűcirkálókat és rombolókat abban, hogy eközben a bajba jutott hajót harcképtelenné tegyék.
Az az ötlet is megfontolásra került, hogy a „Blücher” megsegítésére egy félflottillát küldjünk. Ez viszont elvetésre került, mivel a félflottilla még ha a nagyobb hajókat a „Blücher”-től való időleges kitérésére is késztetné, a könnyűcirkálók és a rombolók hamar elintézték volna anélkül, hogy előbbinek valóban hatásos segítséget tudtak volna nyújtani.”

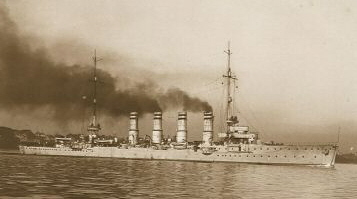
A Stralsund 1913-ban

Az ellenség által megszakított harcot ilyen körülmények között Hipper nem kívánta ismét felvenni. A brit csatacirkálók meglepő manővere, a Chatham- és Arethusa-osztályú cirkálók és rombolók nagy száma túlságosan valószínűvé tette, hogy ezeken a hajókon kívül még csatahajórajok is lehetnek a közelben és ezt a feltevést erősítette az ellenséges rádióforgalom erőssége, melyben számos csatahajókkal összefüggésbe hozhatónak tűnt. A Stralsund még az ütközet elején azt jelentette, hogy az addig jelentett hadihajókon kívül nyolc további nagy hajót látott észak-északnyugati irányban. Ez nyilvánvalóan téves észlelés lehetett, mivel bár a brit 3. csatahajóraj a közelben tartózkodott, de még kívül volt a német hajók látókörén és 15:00 óra előtt semmi esetre sem válhattak láthatóvá. A léghajó a Hipper döntései számára oly fontos tényt megállapíthatta volna, ha a parancsnoka saját elhatározásból vagy valamelyik lenti vezető utasítására északnak vagy északnyugatnak végzett volna felderítést. Mivel azonban az L 5 ehelyett a Blücher körüli eseményekre összpontosított, nem volt mi alapján Hipper megváltoztathatta a döntését.
A tengernagy így 12:12-kor az ellenségtől való elkanyarodásra adott parancsot. Ezután pár sortűz leadására sor került a csatacirkálók között, de utána elült a harci zaj. Mikor hátrahagyták, a Blüchert egy hatalmas gőzfelhő borította el és a körülötte becsapódó lövedékek vízoszlopai vették körbe. (Lásd: Groos Skizze 2 – 12:10) A német csatacirkálók hamarosan 21 csomós sebességgel délkeleti irányra álltak, közben jelentették a flottaparancsnoknak, hogy a Blücher elveszett.

#### AV 5torpedótámadásai

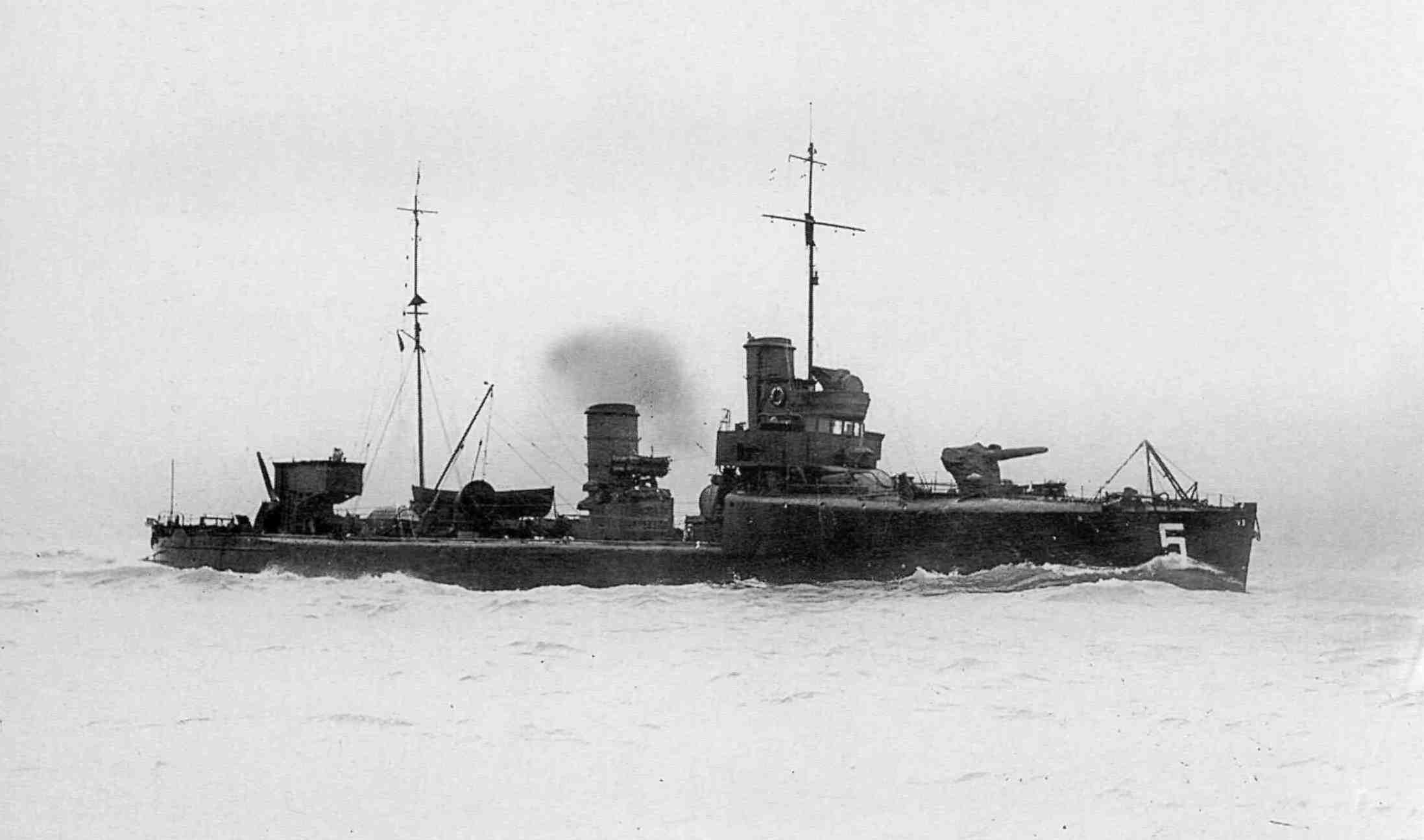
A V 5 jelű német romboló
(már átépítve a háború után)

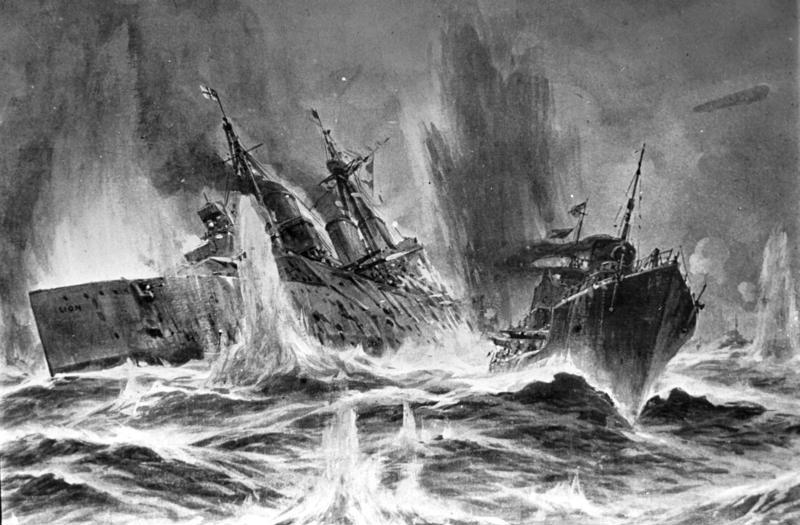
A V 5 akciója a Lion ellen Willy Stöwer (valós távolságokat nélkülöző) alkotásán

Röviddel az elkanyarodás előtt feltűnt a Seydlitznek, hogy az ellenség lövedékei nagyon röviden érkeznek le. Ebből azt a következtetést vonták le, hogy a brit lövegek talán a fokozott igénybevétel miatt használódtak ennyire el. Valószínű azonban, hogy az ellenséges tűz az egyik német romboló önállóan végrehajtott támadásai miatt lett ilyen pontatlan. Ez pedig a von Eichhorn sorhajóhadnagy vezette V 5 jelű romboló volt, mely már az ütközet elején a két szemben álló csatasor közé került és melyet 10:50 és 11:15 között látszólag a harmadik csatacirkáló heves tűz alá vett. A romboló parancsnoka hasonlóan a VIII. flottilla parancsnokához (S 178) úgy vélte, hogy nem fogja tudni sokáig tartani magát az egyre közelebb kerülő brit rombolókkal szemben, ezért a csatacirkálók felé kanyarodott és 11:44-kor a nagy távolság miatti csekély találati esély ellenére kilőtt egy torpedót a sorban második csatacirkálóra 8000−7500 m közötti becsült távolságból. A célpont sebességét 23 csomóra, a becsapódási szöget 95°-ra becsülték. A támadás során megfigyelték, hogy az élen haladó hajó, a Lion, csak az első két lövegtornyából tüzelt, míg a mögötte haladó és a torpedóval célba vett Tiger egyszerre tüzelt mindegyik lövegtornyával. Mivel a Lion a torpedó kilövése után szinte azonnal elkanyarodott, von Eichhorn ezt a manővert az általa kivitelezett támadásnak tudta be. A megfigyelt hajó oldalánál egy hatalmas vízoszlopot láttak a magasba szökni, röviddel ezután a hajó eltűnt a látómezőből.
A német történetírás észrevétele szerint nem kizárt, hogy Beatty tengernagy ettől kezdve számolt a német tengeralattjárók jelenlétével és a britek északnak való kitérését ez alapján ennek a torpedónak lehetett betudni. Alig tíz perccel később, mikor az élre álló új brit csatacirkáló északnak vette az irányt, a V 5 kilőtt egy torpedót erre is. Az ellenség sebességét 22 csomóban, a távolságát 7000 méterben, a becsapódási szöget 85°-ben állapították meg az indításkor. Az előzőhöz hasonlóan ez a torpedó sem talált célt.
A Moltke fedélzetéről több pontról is 12:23-kor azt jelentették, hogy egy a csatasorból kivált és a Blüchertől balra lévő brit csatacirkáló (nyilvánvalóan a Lion) egyértelműen megállapítható módon elsüllyedt heves robbanások kíséretében. Az említett csatacirkálóról magasba törő víz- és gőzfelhőt a Kolberg fedélzetéről is megfigyelték.
A német történetírás szerint nehezen megválaszolható az a kérdés, hogy a könnyűcirkálók és a 18. félflottila egységei, melyek nagy hatótávolságú torpedókkal voltak felszerelve, a siker esélyével indíthattak volna-e már korábban torpedótámadást a brit csatasor ellen. Ebben segítségükre lett volna a saját hajóik őket elrejtő kéményfüstje. Ehhez elég lett volna csak egy kisebb iránymódosítással az ellenséghez közelíteni, azonban az ilyen nagy távolságra kilőtt torpedók találati esélye az egymástól nagy távközt tartó brit csatacirkálókkal szemben nagyon alacsony lehetett. Mivel a harc további lefolyása még ismeretlen volt, az a döntés született, hogy a torpedók bevetését a későbbiekre tartogatják.

#### Beatty félreértelmezett utasításai

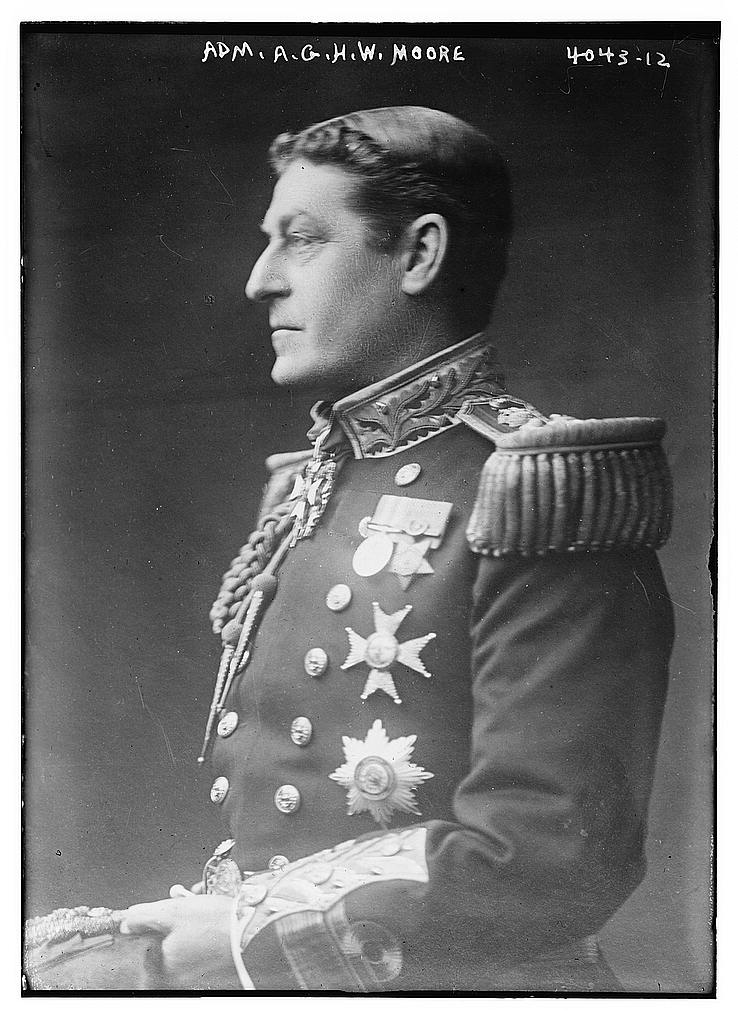
Archibald Gordon Moore ellentengernagy

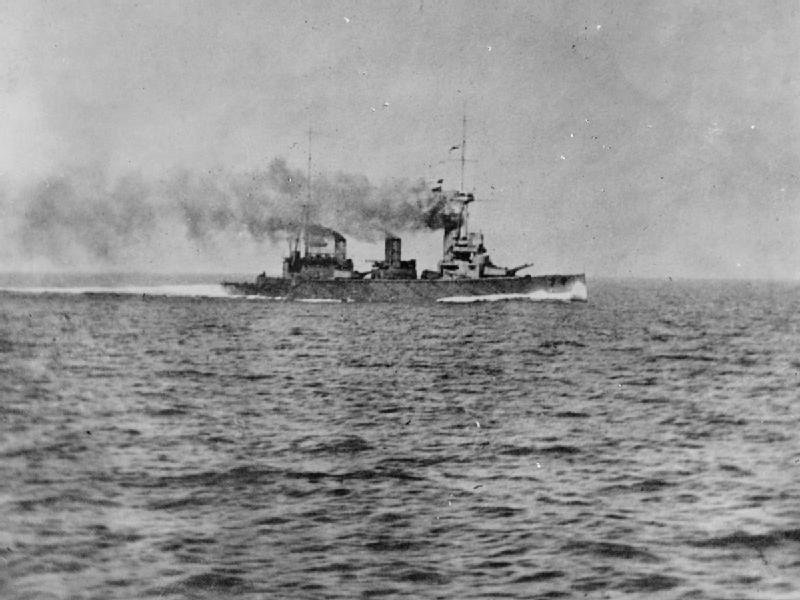
A New Zealand csatacirkáló
(Moore ellentengernagy zászlóshajója)

Bár a zászlóshajójával ki kellett válnia a csatából, Beatty a további eseményekre is hatással kívánt lenni, és ehhez az utolsó megmaradt zászlózsinórra két rövid jelzést húzatott fel. Az első ezek közül „Az ellenség utolsó hajóit támadni” (Attack the rear of the enemy. / Engage the enemy’s rear.) volt, amivel azt akarta a sérült zászlóshajóját hátrahagyó többi csatacirkáló számára tisztázni, hogy az üldözést folytatni kell. Mikor ezt felvonták az egyetlen még ép árbóczsinórra, azon a korábbi, északkeleti irány felvételére utasítást adó még mindig fent volt. A Beatty-t helyettesítő Gordon Moore ellentengernagy a New Zealand fedélzetén a kettőt egyetlen parancsként értelmezte, azaz az északkeleti irányban található, hátulsó német hajót, a Blüchert vette célba. Ezután a többi brit csatacirkáló az üldözéssel felhagyva mind a sérült páncélos cirkálóra támadt, amiben a könnyűcirkálók és rombolók nagy része is követte őket.
Beatty a nyilvánvaló félreértést a Horatio Nelson Trafalgarnál kiadott ismert „Támadd a legközelebbi ellenséget” (Engage the enemy more closely) paranccsal igyekezett korrigálni, de ilyen utasítás nem szerepelt a kódolt jelzések között, ezért azt betűnként kellett volna kiírni. Beatty ezért az ehhez legjobban hasonlító “Maradj közelebb az ellenséghez” (Keep nearer to the enemy) parancsot adta ki. Mire azonban ezt felhúzták, Moore hajói már túl messzire voltak ahhoz, hogy ki tudják venni a jelzéseket. Így ahelyett, hogy folytatták volna a Seydlitz, a Moltke és a Derfflinger üldözését, a Tiger és a Princess Royal a Blücher felé vették az irányt, hasonlóan a mögöttük érkező két másik csatacirkálóhoz.
A Naval Staff Monographs ezzel szemben azt közli, hogy az eredeti északkeleti irány felvételére parancsot adó jelzést 12:02-kor (11:02 GMT) bevonták (ez kellett is a parancs végrehajtatásához), és egy hasonló jelentésűt vontak fel újra („Compass B – Course N.E.”), egyidőben az ellenség utolsó egységeinek támadására felszólítóval („A.F. – Attack the rear of the enemy”). Ezt követte harmadikként az ellenséghez felzárkózásra utasító („Keep nearer the enemy – repeat the signal Admiral is now making.”) Ezt a három jelzést lényegében egyszerre vonták fel. Az északkeleti irány megadásával Beatty azt akarta elérni, hogy az üldözést folytató hajói kikerüljenek az aknaveszélyesnek vélt sávból és egyben leválasszák őket a sérült páncélos cirkálóról arra az esetre, ha visszafordulnának segíteni neki – mint ahogy azt Beatty feltételezte. Ha nem így tennének, akkor a németek bal oldalára helyezkedve folytathatnák a németekkel párhuzamosan haladva folytatott tűzharcot, amint kikerültek az aknáktól veszélyeztetettnek vélt területről. Beatty jelzését azonban nem két külön jelzésként értelmezték a többi hajón, hanem összeolvasták azokat egynek. Az értelme így pedig ez lett: „Támadd az ellenség hátsó, északkeleti irányban lévő részét.” Mikor Moore tengernagyhoz eljutott a parancs, már percek óta észak-északkeleti irányba haladt és miután egyedül a Blücher volt északkeleti irányban tőle, úgy értelmezte Beatty utasítását, hogy ezt a hajót kell támadnia.
A britek északkeleti irányba való kanyarodását látva a német csatacirkálók dél-délnyugatnak kanyarodtak egy rövid időre, és a számukra egyetlen elérhető ellenségre, az élen haladó Tigerre zúdítottak össztüzet. A brit csatacirkáló negyed óra alatt hét találatot kapott és az egyik lövegtornya harcképtelenné vált.

#### ABlücherelsüllyesztése

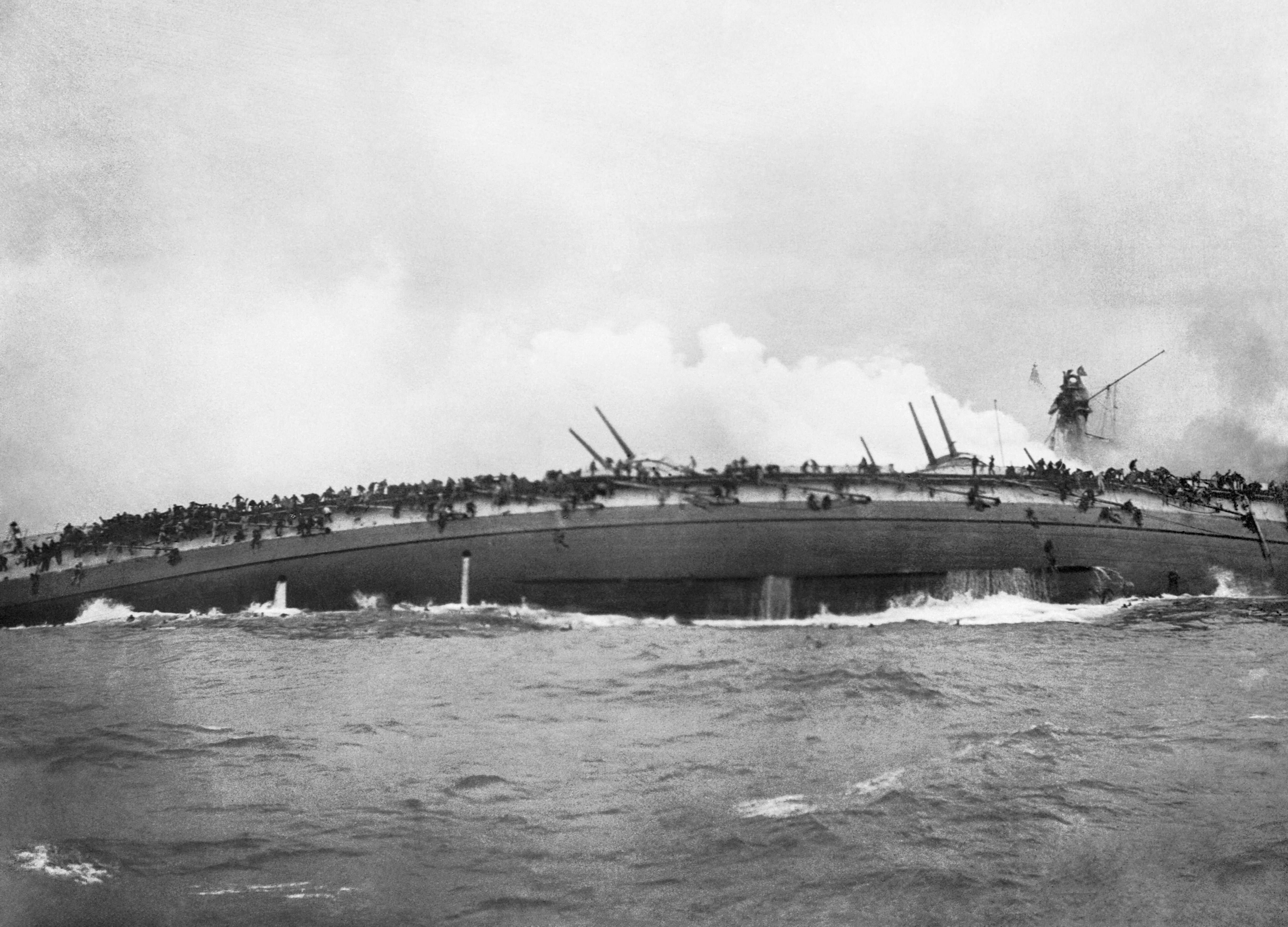
A Blücher nem sokkal elsüllyedése előtt az Arethusa könnyűcirkálóról fényképezve

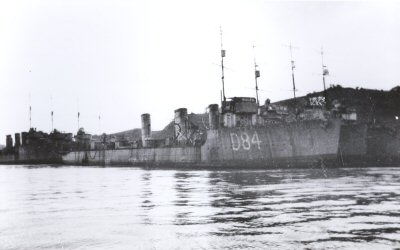
A Meteor brit romboló a háború után
(már szolgálatból kivonva)

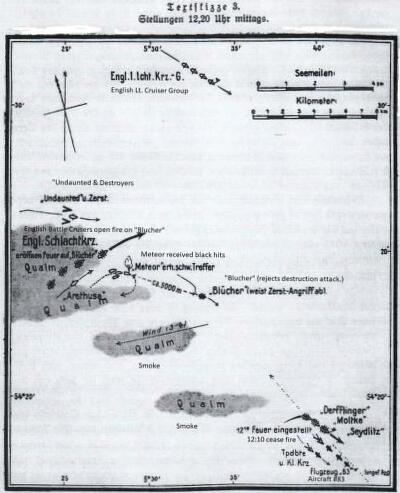
A hajók helyzete 12:20-kor (német vázlat)

A Blücher kemény ellenállást tanúsított a túlerővel szemben vívott harcban. Goodenough könnyűcirkálói hiába próbáltak meg a közelébe kerülni, mert a páncélos cirkáló tüze villába fogta őket és emiatt kitérni kényszerültek. Ezután négy M-osztályú romboló indult meg ellene, miközben a könnyűcirkálók 13 000 méteres távolságot tartva vették pergőtűz alá. 12:20-kor a Meteor romboló elég közel jutott hozzá, hogy kilőjön egy torpedót. A Blüchernek ekkorra már csak két lövegtornya volt használható. Ezekkel és a másodlagos tüzérségével tűz alá vette a közeledő Meteort és öt találatot ért el rajta. A lövedékek közül három nem robbant fel, de az egyik 210 mm-es lövedék elpusztította a legelöl lévő kazántermet és végzett négy emberrel. A robbanás begyújtotta a fűtőolajat. A rombolót hatalmas füst borította be, és harcképtelenné is tette.
Miközben a három másik romboló nagyobb távolságból kilőtte a torpedóit, az Arethusa könnyűcirkáló 2300 méterre megközelítette a Blüchert és a mozgásképtelen hajón két torpedótalálatot ért el 12:38-kor (11:38 GMT). Az egyik az elülső lövegtorony, a másik a géptermek magasságában érte. A találatok elszenvedésekor azonnal elment a világítás a német hajón, mely válaszul több torpedót is kilőtt és ezeket az Arethusa csak nagy nehezen tudta kikerülni.
A beérkező csatacirkálók is lőttek ki ezután torpedókat a sérült páncélos cirkálóra és tüzérségük is célba vette, miközben körbehajózták 4−6000 yard távolságra közelítve hozzá, majd 12:40-kor délkeleti irányba haladtak tovább Hipper üldözésére. Az egyenlőtlen küzdelemben a Blücher mintegy 70−100 találatot kapott. Kézileg próbálták már kormányozni, de a kormánylapát éles balra állásban beragadt, emiatt kört leírva haladt tovább. A fő kötözőhelyiségben egy gránát borzalmas pusztítást végzett. Miután elment az elektromos áram, már csak a lángok, robbanások és a lövedékek ütötte lyukakon beszűrődő fényben lehetett megtalálni a felső fedélzetre vezető utat.
A hátsó lövegtorony páncélzata azonban ellenállt minden lövedéknek. Az egyik lövegét találat érte és csaknem tőből leszakadt, de a másik mindvégig tüzelt. A hajó eleje lángokban állt, a tisztikar nagy része, köztük a hajó parancsnoka, Erdmann fregattkapitány, a parancsnoki állás előtt feküdt sebesülten vagy eszméletlenül. A túlélők itt és a hajó közepén gyülekezve elénekelték a Deutschland über allest és a Flaggenliedet. A brit történetírás a következőket írta a Blücher haláltusájáról:
„Három óra hosszan, míg a nyomasztó tüzérségi koncentrációnak ki volt téve, egy pillanatig sem hagyott fel a tűz viszonzásával. A könnyűcirkálóink kétszer indultak meg ellene, hogy a bevégezzék a pusztulását, és kétszer kényszerítette őket meghátrálásra. A pusztulása órái során tanúsított tartását, a példaértékű fegyelmét, bátorságát és harci szellemét ritkán múlták felül.”
12:45-kor Tyrwhitt azt jelezte, hogy a Blücher láthatóan bevonta a hadilobogóját, mivel azonban a túlélők beszámolói alapján azt senki sem vonta be, azt valószínűleg ellőtték, másikat pedig nem volt lehetőség felvonni a pótlására. A hírre a csatacirkálók 12:40-kor beszüntették a tüzelést. Moore tengernagy előbb délkeletnek tért ki, de ezután nem tudta eldönteni, hogy visszatérjen-e a Lionhoz, vagy maradjon-e a német csatacirkálók nyomában, amelyek ekkor már 12 tmf-re kerültek tőle. Moore úgy számolt, hogy két óránál hamarabb nem tud velük harcérintkezésbe lépni, miközben már csak 80 tmf-re volt Helgolandtól. Amennyiben folytatta volna az üldözést, úgy nem csak a sziget lövegeinek hatósugarán és a német tengeralattjárók által védett területen belülre kerül, hanem kockáztatta volna a Nyílttengeri Flottával való találkozást is, miután ez egy brit tengeralattjáró jelentése alapján már kifutott a tengerre. Mivel az éjszaka folyamán hazatérőben a súlyosan sérült hajói amúgy is ki lettek volna téve a német rombolók támadásainak és a Lion sem válaszolt a rádiójelekre, végül úgy döntött, hogy a sérült zászlóshajó biztonságát tekinti legnagyobb prioritásnak és feléje vette az irányt.
Ezeket a fejleményeket az L 5 léghajó is figyelemmel kísérte a brit hajók lövegeinek hatósugarán kívül tartózkodva, és a britek északnyugati irányú visszavonulását azonnal jelentette Hippernek. A harcba a léghajó nem tudott beavatkozni, mivel az ütközet színhelye felett egy alacsonyan lévő felhőréteg húzódott 400–900 m magasságban. Az ellenség visszavonulását nem követte, emiatt a sérült és mozgásképtelen Liont sem észlelhette. Ehelyett a Blücher elsüllyedését követően a saját erők hátvédjeként igyekezett biztosítani a visszavonulást.
Míg a brit csatacirkálók északnyugatnak tartottak, Tyrwhitt sorhajókapitány az Arethusával megközelítette a lángokban álló Blüchert. A páncélos cirkáló felépítményei teljesen szét voltak lőve és az oldalán tátongó lyukakon át lehetett látni az erősen balra dőlő hajótestben tomboló tüzeket, miközben mintegy 300 ember gyülekezett a felső fedélzeten. Amikor a cirkáló 100 méterre ért tőle és csónakokat engedett a vízre, 13:13-kor a Blücher átfordult, pár percig még hajógerincével felfelé lebegett a vízen, majd elsüllyedt az északi szélesség 54° 25', keleti hosszúság 5° 25' koordinátákon. A hajóval 792 tengerész veszett oda, a britek 260 túlélőt tudtak kimenteni. A Blücher utolsó perceiről az egyik brit szemtanú – aki más leírásokkal szemben közvetlenül a hajója által elért torpedótalálatok utánra teszi a páncélos cirkáló elsüllyedését – az Arethusa fedélzetéről a következőket jegyezte fel:
„A hajót lehetetlen volt elhibázni. Egy második torpedó is eltalálta a „Blüchert” pont középen. A legénység derekasan tartotta magát az utolsó pillanatig. Láttuk a legénységet a fedélzeten felsorakozni és tisztelegni. Megkapó látvány volt. Akiben csak egy kevés kis érzés is volt, csodálatot váltott ki ez a hidegvérűség. Mikor a második és egyben utolsó torpedónkat is kilőttük, tudtuk, hogy hamar itt lesz a vég és 200 méterre megközelítettük a „Blüchert”. A legénység feszes vigyázzban veszítette volna életét, ha nem adtunk volna le figyelmeztető hangjelzéseket szirénával. Az egyik tiszt németül átkiáltva megkérdezte, hogy mi történik. A németek megértették és meglengették a sapkájukat, hurrát kiáltottak és leugrottak a vízbe. Nem haboztunk, hanem azonnal deszkákat dobáltunk le a fedélzetről, melyekbe kapaszkodhattak, míg a csónakjaink kihalászták őket. Időközben a torpedónk is célba talált és a hajó a hullámok alá merült. A „Blücher” parancsnoka, Erdmann sorhajókapitány pár nappal később tüdőgyulladásban elhunyt. Edinburgh-ban katonai tiszteletadás mellett temették el.”
Röviddel a Blücher elsüllyedése után bukkant ki az alacsony felhőzetből a 83-as jelzésű német repülőgép. 12:20-kor hagyta el a saját hajókat, és 13:20-kor észlelte Tyrwhitt erőit, melyek egymástól kis távolságra álltak mozdulatlanul. Mivel a gép pilótája (Edler fregatthadnagy) nem tudta, hogy mentőakció zajlik alant, úgy döntött, az alacsony felhőzet ellenére támadást intéz a brit hajók ellen és ehhez még egy kört téve vett fel pozíciót. Csak ekkor vette észre, hogy több csónak is vízre van téve, de – elmondása szerint – még mielőtt tudatosulhatott benne, hogy ez csak mentési munkálatokra utalhat, 420 m magasságban a megfigyelőjének (Stinsky zászlós) jelt adott a bombavetésre. A kioldott négy 4,5 kg-os és két 10 kg-os bomba közül az első közvetlenül az egyik romboló mellett csapódott be, majd ezután a repülősök figyelmét a saját gépük épsége kötötte le, mivel közvetlenül alattuk srapnelfelhőket vettek észre, egy puskalövedék közvetlenül a pilóta ülése mögött csapódott be, egy másik pedig az oldalkormánykar közelében találta el. A motor azonban továbbra is működött, de a benzinhiány miatt azonnal vissza kellett indulnia Borkumra. A támadás miatt Tyrwhitt azonnal visszahívta a rombolóit, számos túlélőt hátrahagyva a vízben.

## További brit manőverek

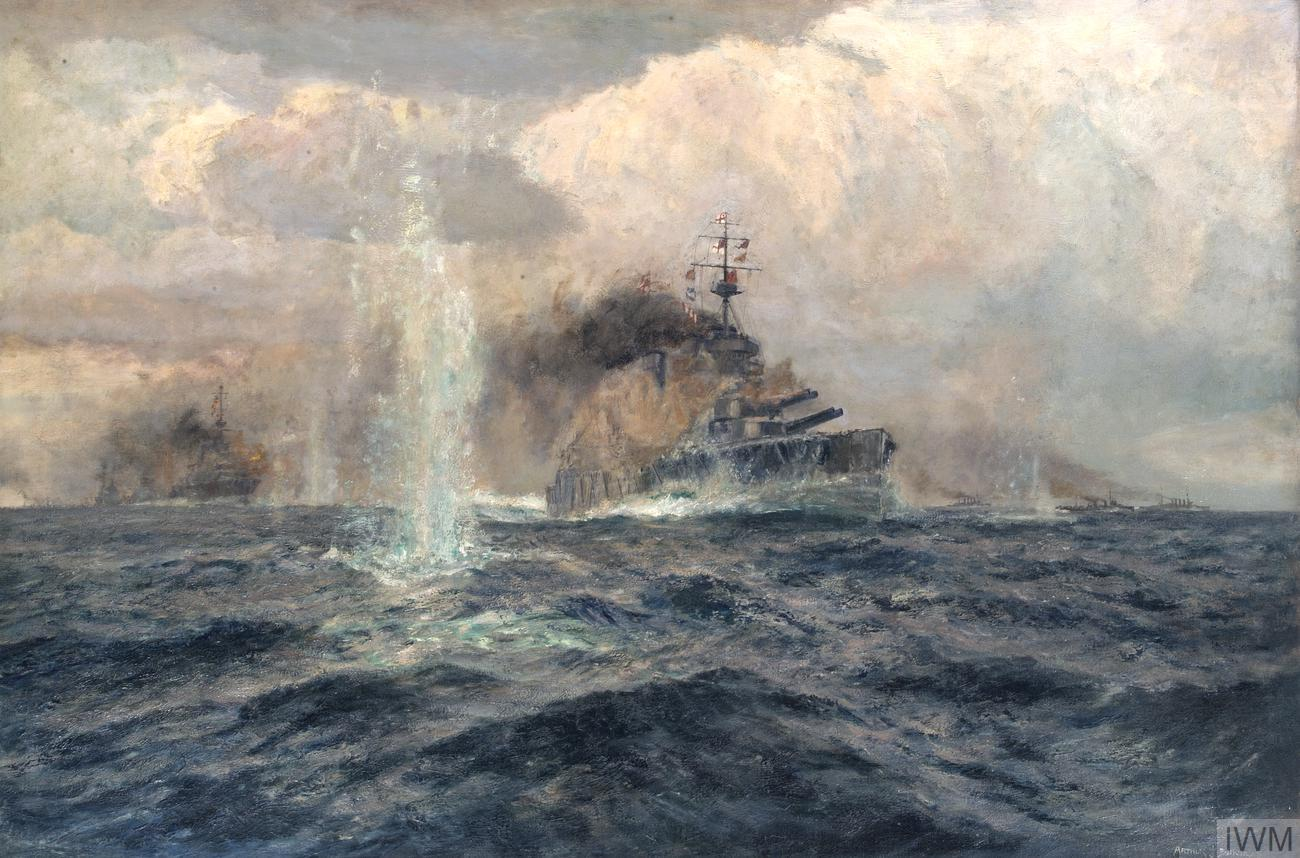
A doggerbanki csata Arthur Burgess festményén

Beatty tengernagy mindeközben úgy vélte, hogy a csata az ő szándékai szerint megy tovább és ezért úgy döntött, a süllyedőben lévő zászlóshajóját elhagyva átveszi ismét a hajóraj irányítását. 12:12-kor magához rendelte a rombolókat és 12:25-kor átszállt közülük az Attackra. A Lion köré rendelte a többi rombolót, hogy védelmezzék a német tengeralattjáróktól, ő pedig az Attackkal a csatacirkálói után indult, de ezek már 13:00 körül felbukkantak előtte észak-északnyugatnak visszavonulva. Nyilvánvaló volt, hogy feladták a harcot, de Beatty azonnal 16 vonásos (180°-os) fordulót adott nekik parancsba. A brit tengernagy 13:20-kor (12:20 GMT) a Princess Royalra szállt át, és hamar meg kellett állapítania, hogy az üldözés már nem folytatható, mivel a kritikus fél órai lemaradás már nem hozható be. Ezért 13:45-kor visszafordult a Lion irányába, hogy annak visszavonulását biztosítsa. Út közben újabb német tengeralattjárókat véltek észlelni, emiatt a 10 csomóval még haladni képes, és a támaszpontjától még 300 tmf-re lévő Liont is nagy veszélyben hitték.
A 3. csatahajóraj 15:00-kor csatlakozott a cirkálókhoz. 15:30-kor Beatty Jellicoe tengernagynak küldött üzenetében azt tanácsolta, hogy egy flottillát hagyjanak hátra a Lion biztosítására, míg a többi rombolót a jelentések alapján közeledő Hochseeflotte ellen küldjék. A kazánjaiba került sós víz miatt a Lion jobboldali hajtóműve is kezdett veszíteni a teljesítményéből, ezért a sebessége 8 csomóra csökkent, és úgy tűnt, hamarosan teljesen meg fog állni. 16:30-kor az Indomitable azt az utasítást kapta, hogy vegye vontába a sérült hajót. Röviddel ezután érkezett meg Jellicoe azon parancsa, hogy Tyrwhitt mindkét rombolóflottillája induljon el Helgoland felé, mert a Lion biztosítását a Grand Fleettel tartó IV. flottilla rombolói fogják átvenni.
Hamarosan Jellicoe is feltűnt a színen a flottával (benne 13 könnyűcirkálóval és 67 rombolóval) és ekkor tudatták vele a Lion rossz helyzetét, mire a flottaparancsnok az összes flottillát a Lion és vontatója biztosítására rendelte, míg az 1. és 2. könnyűcirkálórajoknak kellett a hátvéd szerepét betöltenie. Az erős óvintézkedések a csatacirkáló védelmére azért is szükségesnek tűntek, mert az admiralitástól érkezett üzenet szerint a németek éjszaka torpedótámadást terveztek végrehajtani. Valójában azonban a Hipper felderítőcsoportjaihoz tartozó rombolóknak ehhez túl kevés üzemanyaga volt, a Hochseeflotte rombolói pedig túl messzire voltak, így végül feladták ezt a tervet. Ezen utasítások kiadása után Jellicoe 17:30-kor északi irányba távozott a flottával, hogy kívül kerüljön a veszélyes vizekről. Beatty meggyőződött arról, hogy minden intézkedés meg lett-e hozva a zászlóshajójának vontatásához, majd a három csatacirkálójával követte Jellicoe-t északnak.
Az Indomitable-nek két óra hosszan tartó művelet során, a sötétség beállta utánra sikerült vontába vennie a Liont és ez idő alatt a két csatacirkáló fokozottan ki volt téve tengeralattjárók támadásának. 18:00-kor sikerült elindulniuk és a 10 csomós sebességet is elérték. A sebességük az este folyamán 7 csomóra csökkent, mikor a Lionnál újabb hajtóműproblémák adódtak és hajnalban még mindig 160 km-re voltak a Firth of Forth-tól. A rombolókat felkészítették a tengeralattjárók elleni harcra és a biztosításuk mellett január 25-én éjfélkor, másfél napos vontatás után elérték a folyótorkolatot. A szintén mozgásképtelen Meteort a Liberty vontatta be a Humberhez.
Csaknem egyidőben azzal, hogy a Grand Fleet feltűnt Beatty számára, Hipper haderejét a Norderney szigeténél lévő aknazárak közötti réstől nyugatra felvette a von Lans altengernagy vezette I. és II. csatahajóraj, majd hamarosan feltűnt a flotta (átmeneti) zászlóshajója, a Deutschland is.
A németek megfigyeléseik alapján úgy vélték, hogy az ütközetben az élen haladó két csatacirkálót erősen megrongálták. A Lionnak okozott sérülések mértékével nem voltak tisztában, viszont a mögötte másodikként haladó Tigerről úgy vélték, hogy az elszenvedett sérülések következtében el kellett süllyednie. Ezt tisztázandó jelentést kértek az ellenség közelében lévő L 5 léghajótól, hogy számolja össze az ellenség látható csatacirkálóit. Miután a léghajó is csak négyet látott, a németek a Tiger pusztulását biztosra vették.

## Német lehetőségek a visszavonuló britek támadására

### Rombolók éjszakai bevetésének mérlegelése
Az ellenségnek való további károkozáshoz felmerült a Seydlitznél lévő rombolók éjszakai támadásra való küldése. Ugyanezt hamarosan a flottaparancsnok is felvetette üzenetében, aki a flottánál lévő rombolókat is kiküldte volna erre a célra. A rombolók parancsnoka azonban azt jelentette, hogy az ellenség üldözéséhez szükséges nagy sebességet nem tudnák tartani a megmaradt szénkészleteikkel, annak ellenére sem, hogy a Dogger-padhoz való felvonulás közben alacsonyan tudták tartani a szénfogyasztást. A rombolók hajtóműveire 50−50 t szén jutott még. Ezt előbb még át kellett volna még szállítani a kazántermekhez, de a délelőtti hajsza során a felverődő víz ezt nem tette lehetővé, és csak délután láthattak hozzá. Üzemanyag átvétele cirkálókról nem volt betervezve előre, és a helyszínen sem gondoltak erre.
Hartog sorhajókapitány (Kommodore) azt vetette fel, hogy a kifutó I., III. és VI. flottillákat és a 16. félflottillát bocsássák a rendelkezésére az előretöréshez és még az éjszaka folyamán gyülekeztethesse ezeket az erőket a Norderney világítóhajónál. Ez csak 75 tmf távolságra volt attól a helytől, ahol déltájt a csata véget ért, így egy északnyugati irányú előretörés révén belebotolhatnának magányosan haladó ellenséges hadihajókba. A flottaparancsnok meglátása szerint azonban a III. és a VI. flottillák túl lassúak voltak ehhez a feladathoz és a zöm tengeralattjárókkal szembeni védelmét sem akarta a flottillák kiküldésével gyengíteni. Számára csak az I. flottilla és a 16. félflottilla volt kellően gyors a feladat végrehajtásához, de az ellenség számos könnyűcirkálója és rombolója miatt ezek bevetését sem tartotta tanácsosnak a II. felderítőcsoport könnyűcirkálói nélkül.
Ingenohl tengernagy csak abban az esetben tartotta lehetségesnek a sikert, ha az ellenség sebességét az elszenvedett sérülések jelentősen mérsékelték volna. Ennek megállapítására az L 5 léghajót kérték meg, mely viszont azt jelentette, hogy nem látja már az ellenséges egységeket, de amíg szemmel tartotta őket, addig nem észlelte, hogy a sebességük csökkent volna. A Liont az L 5-ről egyáltalán nem észlelték. A német történetírás szerint amennyiben tudomásukra jutott volna, hogy ekkor már vontatásra szorult, úgy minden bizonnyal a rombolókat a megtámadására küldték volna az éjszaka folyamán. Ezen információk hiányában azonban Hipper számára érdemesebbnek tűnt a vele tartó három félflottillát maga mellett tartania, melyeket túl gyengének vélt ahhoz, hogy a bizonyosra vehetően erős ellenséges hátvéden áttörve a csatacirkálókhoz férhessenek.

### Tengeralattjárók bevetésének lehetőségei
A németek így már csak abban reménykedhettek, hogy a tengeralattjáróikkal még kárt tudnak okozni a briteknek. A német hadvezetés azt feltételezte, hogy a britek a Humber torkolatához tartanak, ezért 13:30-kor a Norderney-nél lévő U 35 tengeralattjárót (Spindler korvettkapitány) és 14:20-kor a nyílt tengeren lévő U 17-et ide rendelték. Miután már mindkét tengeralattjáró megkapta az utasításait, fogott fel a T 99 aknaszedő olyan brit rádiójeleket, melyek szerint a visszavonuló erőik északnyugatnak tartanak, nem pedig a Humberhez nyugatnak. A két tengeralattjárót igyekeztek erről tájékoztatni, de az U 17-et már nem tudták elérni. Az új üzenet azonban eljutott a visszavonuló német cirkálókkal találkozó U 33-hoz, mely a megadott irányba indult el. Összesen öt német tengeralattjárót sikerült a visszavonuló britek ellen irányítani, de egyikük sem tudott támadást indítani. A megadott irányban ugyanis Hipper visszatérő cirkálóit észlelte több tengeralattjáró is, és amíg ez lekötötte figyelmüket, addigra túl sok időt veszítettek. 15:00 és 17:00 között 25 tmf-del északra a Borkum világítóhajó békeidőbeli pozíciójától két rombolót és két tengeralattjárót észleltek, melyek nyilvánvalóan Keyes egységei voltak. Az U 32-nek sikerült kilőnie egy torpedót, de nem talált vele célt. Az U 19 is észlelte ezt a köteléket és jelentette őket. Ezek ellenére a britek tovább folytatták útjukat keletnek. 16:00 és 17:00 között az U 17 is észlelte őket, és megpróbált támadást intézni ellenük. Már csak 100 méterre volt tőlük, mikor az egyik romboló észlelte és élesen ráfordulva megpróbálta legázolni. A romboló keresztben haladt el felette, és ettől olyannyira farnehéz lett, hogy csak a tengerfenéken tudták egyenesbe hozni.
Az U 19 azt jelentette, hogy nem követik újabb ellenséges egységek ezt a köteléket és ezért további utasításokat kért. Azt a parancsot kapta, hogy térjen vissza a támaszpontjára. Ennek alapján több tengeralattjáró (U 19, U 32, U 33) is az éjszakát a tengerfenéken töltötte. Az U 17 is így tett, melynek parancsa pedig kimondottan arról szólt, hogy az éjszaka alatt is a Humber felé tartva keresse az ellenséget. Miután azonban ellenséges rombolókat észleltek, ennek a tengeralattjárónak a parancsnoka úgy ítélte meg, hogy csak a víz alatt folytathatja útját és ezt is – szembe menve a parancsaival – túl hamar megszakította. Az egyetlen tengeralattjáró, mely a Német-öblön túl is folytatta az üldözést, az U 35 (Kophamel sorhajóhadnagy) volt. A 14 csomós átlagsebességével másnap 06:00-kor már a Humber előtt állhatott volna és ezzel a mindössze 10 csomóval haladni képes britek előtt érhetett volna oda. Azonban az U 35 is túl sok időt veszített azáltal, hogy Borkumtól északra szemmel tartotta Hipper visszatérő hajóit, majd pedig Keyes hajóit, melyeket a britek hátvédjének vélt.

## A brit erők hazatérése
A visszavonuló britek előtt nehéz éjszaka állt. Röviddel azután, hogy a többi csatacirkáló eltűnt a láthatáron, a Lion hajtóművei mind felmondták a szolgálatot, a vontatás így már csak 7 csomóval folytatódhatott. Az esetleges támadások kikerülése érdekében letértek a közvetlenül Rosyth-ba vivő útvonalról, hogy kikerüljék a Tyne előtti aknaveszélyesnek vélt nagy területet, és egy derékszöget írtak le. Az éjszaka eseménytelenül telt, de még 100 tmf-re voltak a támaszponttól és az oda vezető útvonalon számítani lehetett német tengeralattjárók jelenlétére.
A britek szerencséjére az U 35 a Humber irányába keresett célpontot magának és nem a Firth of Forth felé haladva, amerre ténylegesen visszavonultak. Az U 35 40 tmf-t tett meg Terschellingtől északnyugati irányba, mikor halászhajók közelítettek felé és ezzel alámerülésre kényszerítették. Ez megismétlődött 08:00 körül még egyszer. Röviddel ezután a Humbertől 100 tmf-del keletre egy rombolót észlelt, mely feléje vette az irányt. A tengeralattjáró merüléssel tért ki előle és a romboló egy óra múlva már a látómezején kívülre is került. Ezután megállított egy dán gőzhajót ellenőrzés céljából, ezzel további időt veszített és ezért csak 17:40-kor érte el a Humber torkolatvidékét, 12 órával később a tervezetthez képest. A sikertelen küldetésből hazatérőben észlelt halászhajók viselkedéséből úgy ítélte, hogy a britek őrhajók láncolataként alkalmazzák őket.
A Grand Fleet és Beatty csatacirkálói január 25-én sötétedés után közelítették meg Scapa Flow-t és a Firth of Forth-ot a tengeralattjáróveszély miatt. Csak a 3. csatahajórajt és a 3. cirkálórajt engedték már el 08:00-kor, hogy befussanak Rosyth-ba. Eközben a 3. csatahajórajhoz tartozó Britannia pre-dreadnought csatahajó a ködben zátonyra futott, ahonnan 36 óra elteltével szabadult le és az elszenvedett súlyos károk miatt dokkba került. Az éjszaka folyamán futott be az Iron Duke csatahajó, Jellicoe zászlóshajója, és a tartalék-zászlóshajóként szolgáló Centurion Cromarty-ba, hogy ott az előre betervezett karbantartások miatt dokkba állhasson. Időközben a Tyne felől érkező vontatóhajók és szivattyúhajók a Lionhoz értek. Sikerült pár elöntött részlegéből kiszivattyúzni a vizet, így a vontatása is gyorsabb lett. Január 26-án röviddel hajnal előtt sikerült a Firth of Forth-on lehorgonyozni vele. Ezzel fejeződött be a brit hadművelet.

## Veszteségek

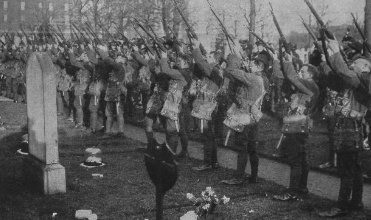
Erdmann sorhajókapitány temetése katonai tiszteletadással Edinburgh-ban

A csatában egyedül a Blücher veszett oda, a német oldalon még a Seydlitz szenvedett súlyosabb, a Derfflinger és a Kolberg könnyebb sérüléseket. A brit oldalon a Lion valamint a Meteor szerzett súlyos sérüléseket. Ez a két egység önerőből nem, csak vontatással tudott hazatérni. A Tiger és az Arethusa is több találatot kapott, de sérüléseik nem voltak súlyosak. A németek így a Tigerben okozott kárt túl-, míg a Lionban okozottat alulbecsülték.
A német emberveszteségről szóló adatokat illetően erősen eltérnek a források. Paul Schmalenbach szerint 747 fő veszítette életét a Blücheren lévők között (23 tiszt és 724 legénységi állományú), 281 főt (közte 6 tisztet) pedig kimentettek a britek. A James Goldrick által tanulmányozott brit iratok csak 234 német kimentettről tesznek említést a több mint 1200 fős legénységből. A kimentettek között volt Erdmann sorhajókapitány is, a páncélos cirkáló parancsnoka, aki később hunyt el tüdőgyulladás következtében. Rajta kívül még további 20 fő hunyt el a hadifogságban. Julian Corbett 1929-ben 1026 főben adta meg a Blücher legénységét és 792 elesettről, 45 sebesültről, 189 kimentett és hadifogságba esett tengerészről tett említést. A Seydlitzen 159 fő veszítette életét és 33 fő sebesült meg, míg a Kolberg 3 halottat és 2 sebesültet veszített.
A britek embervesztesége 15 halott és 80 sebesült volt. A Lion fedélzetén 1 ember veszítette életét és 11 megsebesült, többségük az “A” jelű tornyot ért találatkor. A Tiger legénységéből 10 fő esett el és 11 sebesült meg, a Meteoron 4 fő veszítette életét és 2 sebesült meg.
A brit hajók közül a Tigert pár nap alatt ki tudták javítani és február 8-án ismét csatlakozhatott a harcoló alakulatokhoz, viszont a Lion sérüléseinek kijavítása sokáig elhúzódott. A Firth of Forth-on csak február 9-re sikerült annyira eltömíteni a lékjeit, hogy a tényleges javítások elvégzésére át tudják küldeni a Tyne-ra. Fisher tengernagy rendelkezett úgy, hogy a sérüléseit itt hozzák rendbe anélkül, hogy ehhez szárazdokkba vontatnák, ami nagyon bonyolulttá és időigényessé tette a javítást. A hatalmas hajó javítását így úszódokkok segítségével oldották meg, ami egészen március elejéig eltartott. A Britannia javítási munkálatai is hasonlóan hosszan eltartottak, így a hadművelet eredményeként egy csatacirkáló közvetlenül, egy csatahajó közvetve esett ki hosszabb időre a szolgálatból a brit oldalon. Német oldalról ezzel szemben egy páncélos cirkáló elvesztése és egy csatacirkáló hosszabb ideig – április 1-ig – való kiesése állt. A többi német hajó közül csak a Kolberg és a Derfflinger esett ki átmenetileg a szolgálatból, február 4-ig illetve február 17-ig.

### Vélt károkozás
A németek elsüllyesztettnek vélték a Tigert, ezt viszont brit oldalról tagadták. A németek a cáfolatot nem tartották hitelesnek, mivel ekkoriban szereztek tudomást az Audacious eltitkolt elvesztéséről is. Ez a csatahajó még 1914 októberében futott aknára az Ír-szigettől északra. A Tigeren elérni vélt súlyos találat az utólagos elemzés szerint a Blüchernek a Meteor romboló olajtartályait ért találat lehetett, ami a térképek tanúsága szerint épp akkor érte, mikor a Moltke, a Meteor és a Tiger egy vonalban álltak. A Moltkéról a két brit hajó körvonalai összemosódhattak, ezért gondolhatták azt, hogy a brit csatacirkálót érték jelentős károk. Ezekről azt feltételezték, hogy a csatacirkáló pusztulásához is vezettek. A Lion ekkor már annyira lemaradt, hogy a németek számára nem volt már látható és ezért úgy vélték, már csak négy csatacirkálóval állnak szemben.
A britek a Blücher mellett a Kolberget jelentették elsüllyesztettnek, melyről azt állították, hogy a csatacirkálóik nagy távolságból leadott tüzében veszett oda. A német csatacirkálók sérüléseit is jóval nagyobbaknak tüntették fel, mint valójában azok voltak. A csatacirkálók közül a Derfflingert vélték erősebben megrongáltnak, mivel tévesen azonosították a Seydlitzet. Churchill egy hangzatos parlamenti beszédben adta elő azon meglátását, hogy a brit lövedékek messze felülmúlták a németekéit, a brit hajók tüzérségi teljesítményét pedig eddig messze alulbecsülték, és a brit csatacirkálók a falklandi csata után újra diadalt arattak és ezután nem férhet már kétség ahhoz, hogy a két flotta nagyobb összecsapásának mi lehet az eredménye. A hivatalos német jelentéseket tartalmazó holland sajtótermékeket a brit cenzúra nem engedte be Nagy-Britanniába és visszaküldték őket Hollandiába.

## A csata után

### Értékelés
A doggerbanki csata volt az első összecsapás kapitális hadihajók között az első világháborúban. Jó képet adott a szemben álló felek katonai és technikai teljesítőképességéről, de a német csatacirkálók ennek során nem tudták érvényre juttatni a közepes tüzérségükből és a nagy hatékonyságú torpedófegyverzetükből adódó fölényüket.
A hajók helyzetéből fakadóan a német csatacirkálók átlagosan 140-150°-ra tüzeltek az ütközet során, ami azzal járt, hogy a hátsó tornyok és a jobb oldali szárnytornyok voltak a legtöbbet harcban. Egyedül a Seydlitz esetében lőttek el több lövedéket az első tornyok, mint a hátsók utóbbiak harcból való kiesése miatt (’A’ torony: 105, ’B’: 96, ’C’: 31, ’D’: 26, ’E’: 45). Az átlagosan 42,3 másodpercenként leadott sortüzeivel a Seydlitz két legtöbbet harcban lévő tornyának 65, illetve 25 lövedéke maradt a kétórás csata végére. A német történetírás megállapítása szerint a csekélynek tűnő elért találat ellenére a találati arány – a német oldalon legalábbis – nagyjából megfelelt a békeidőkben végrehajtott lőgyakorlatok eredményeinek. Az eredményt rontotta a szokatlan tüzelési irány, a füst megfigyelést hátráltató elterülése és a harc gyakori megszakadása. A legtöbb találatot (70-100) a Blücher szenvedte el a leszakadása utáni, túlerővel vívott közelharc miatt. Ezt leszámítva messze a legtöbb gránát a Liont érte, szám szerint 15. A Tiger hat találatot kapott, melyek közül a legjelentősebb kárt egy 28 cm-es lövedék okozta, amely a ’Q’ jelű torony tetejét találta el. A felrobbanó lövedék nagy része a páncélzaton kívül szóródott szét, de pár repesze áthatolt a páncélzaton és megrongálta a bal oldali ágyú závárzatát illetve tönkretette a lövegek emelőszerkezetét, harcképtelenné téve így a lövegtornyot. A Tigeren 10 fő esett el és 11 sebesült meg. A német megfigyelők a nagy lángok alapján a Tiger sérüléseit jóval komolyabbnak vélték. A másik három brit csatacirkáló közül mindössze az Indomitable kapott egy találatot, mivel jelentősen le voltak maradva, és az élen haladó csatacirkálók és rombolók kéményfüstje gyakran teljesen elrejtette őket.
A brit csatacirkálók tüzérségi teljesítménye messze elmaradt a várakozások mögött, annak ellenére, hogy a széljárás miatt jóval kevésbé zavarta őket a kéményfüst. A Southampton megfigyelése szerint különösen a Tiger lőtte el magát, holott ez a hajó rendelkezett egyedüliként az ágyúk emelését és elsütését is elvégző központi tűzvezetéssel (fire-control director). A túl korai szolgálatba állítása miatt a fejlett tüzérségi eszközeit azonban nem tudta teljesen kihasználni. Vélhetően emiatt nem sikerült a sorban neki jutó Moltkét egyszer sem eltalálnia, és a Derfflinger is csak egy találatot kapott tőle. Ez az övpáncélját érte a 4-es számú kazánterem magasságában, de csak 80 mm-t tudta beljebb nyomni, és emiatt a kazánterem mellett pár belső járatot elöntött a víz. A röviden leérkező lövedékek, melyek közvetlenül a hajótest mellett robbantak, szintén okoztak kisebb benyomódásokat a hajótest falán és csekélyebb vízbetöréseket. A hajó ezzel együtt is teljesen harcképes maradt.
A Seydlitzet is csak két találat érte, de ezek hatása sokkal súlyosabb volt. Míg az egyik találat az űrméreténél kisebb lyukat ütött a hátsó lövegtorony 230 mm vastagságú barbettáján 16 500 m távolságból kilőve, és a lövedék maga erről lepattant, addig a második az övpáncélt az első kémény magasságában eltalálva csak kisebb benyomódást okozott. Az egyetlen hatása ennek a találatnak az volt, hogy a páncéllemezek merevítése pár centimétert engedett. A távharc során elért találatok a német tüzérség fölényéről tanúskodnak, ami még feltűnőbb annak tükrében, hogy a britek pozíciója jóval kedvezőbb volt. A német nehéztüzérség gyors belövése és tűzgyorsasága mély benyomást gyakorolt a britekre is. Filson Young erről így írt:
„A megfigyeléseim szerint a német lövegek tüze kezdetben jobb volt, mint a miénk, hamarabb célt értek, de míg a mi tüzünk ezután feljavult, addig a németeké gyengült. Mindenkinek, aki hozzám hasonlóan az ablaknál ült, az ellenség gránátjaitól körbevéve, annak a lövetés kínosan pontosnak tűnt: és az ütközet vége felé, mikor kettő vagy akár három hajó a Lionra koncentrált, azt a tüzükkel csaknem végleg leküzdötték.”
| Hajó           | Kilőtt lövedék | Elért találatok                         | Elszenvedett találatok                        | Emberveszteség                        |
| -------------- | -------------- | --------------------------------------- | --------------------------------------------- | ------------------------------------- |
| Lion           | 243 × 343 mm   | Blücher 1 Derfflinger 1 Seydlitz 2      | 16 × 280 mm és 305 mm 1 × 210 mm              | 1 halott 20 sebesült                  |
| Tiger          | 355 × 343 mm   | Blücher ? Derfflinger 1 Seydlitz 1      | 6 × 280 mm és 305 mm 1 × 210 mm               | 10 halott 11 sebesült                 |
| Princess Royal | 271 × 343 mm   | Blücher ? Derfflinger 1                 | 0                                             | 0                                     |
| New Zealand    | 147 × 305 mm   | Blücher ?                               | 0                                             | 0                                     |
| Indomitable    | 134 × 305 mm   | Blücher 8                               | 1 × 210 mm                                    | 0                                     |
| Seydlitz       | 390 × 280 mm   | Lion és Tiger 8,                        | 3 × 343 mm (1 Tiger, 2 Lion)                  | 159 halott 33 sebesült                |
| Moltke         | 276 × 305 mm   | Lion és Tiger 8                         | 0                                             | 0                                     |
| Derfflinger    | 310 × 305 mm   | Lion, Tiger, és Princess Royal 5 vagy 6 | 3 × 343 mm (1-1 Lion Tiger és Princess Royal) | 0                                     |
| Blücher        | ismeretlen     | Lion 1 Tiger 1 Indomitable 1            | kb. 70 7 torpedó                              | 792 halott 234 hadifogoly 45 sebesült |

Ezzel szemben a német történetírás meglátása szerint hajóik tüzérségének pontossága nem hagyott alább az összecsapás előrehaladtával, hanem mindvégig fölényben volt a britekével szemben. A Blüchert és a Seydlitzet ért találatok alapján a németek eleinte túlbecsülték a brit gránátok hatásosságát, míg a saját gránátjaik hatásosságával kapcsolatban nem álltak rendelkezésükre adatok. A harcot az Északi-tengeren szokatlanul tiszta látási viszonyok miatt jóval nagyobb távolságokból vívták meg, mint arra a németek számítottak. A német észrevétel szerint egy hosszabbra nyúló ütközet esetén a német gránátok egyes brit hajók számára megsemmisítő hatásúak lehettek volna, míg a britek 343 mm-es lövedékeinek hatásfokát a Seydlitzen és a Blücheren elért, súlyos károkat okozó találatok miatt erősen túlbecsülték. A brit lövedékek valójában csak akkor voltak pusztító hatásúak, ha a nagy becsapódási szög következtében a felső fedélzetet könnyen átütötték és a páncélfedélzet elérése után robbantak. A német hajók oldalpáncélzata, még a Blücheré is, ellenállt a nagy távolságokból kilőtt brit gránátoknak. A Seydlitzet ért súlyos károkat okozó találat esetében is csak a barbetta leszakadó darabjai jutottak be az átrakodóhelyiségbe, a lövedék repeszei nem jutottak be a barbetta belsejébe. A lövedék emellett nem rendelkezett robbanótöltettel, csupán fekete lőporral volt megtöltve. Ezzel szemben a könnyebb német lövedékek a kedvezőtlenebb beesési szög ellenére is legalább két alkalommal átütötték a Lion oldalpáncélzatát, először 11:18-kor, másodszor 11:35 és 11:50 között, 16 km ill. 14,5–15 km távolságból. Az első olyan mértékű károkat okozott az egyik hajtóműben, hogy az leállt. A német gránátok annak ellenére voltak ennyivel hatékonyabbak, hogy a britekéinek torkolati energiája csaknem kétszer olyan nagy volt (739 600 mt; 7255 MJ vs 401 400 mt; 3938 MJ).
A célpontokban tett nagyobb károk egyrészt a német lövedékek magasabb hatékonyságának, másrészt a gyengébb brit páncélvédettségnek voltak betudhatók. Míg a brit hajók övpáncéljának vastagsága az Indomitable és a New Zealand esetében 178 mm, a másik három hajó esetében 229 mm volt, addig a német csatacirkálók esetében ez 270 mm (Moltke) illetve 300 mm (Derfflinger, Seydlitz) volt, míg a páncélos cirkálóként számontartott Blücher jóval gyengébb 180 mm-es övpáncélzata hasonló volt vastagságra az Indomitable-éhoz.
A csata eredményei alapján a brit csatacirkálóépítés azon alapvetése, hogy a páncélvédettség és tengerállóság rovására növelik a sebességet és az ágyúk űrméretét, hátrányosnak bizonyult. Míg a német hajók a váratlanul nagy távolságokra a kisebb kaliberű ágyúikkal is nagy hatékonysággal tüzeltek, addig a briteknek a nagyobb kaliberű lövedékek és hajóik nagyobb sebessége nem hozta meg a várt előnyt. Bár a sebességtöbblete révén Beatty megválaszthatta a harci távolságot, mely a német tüzérség és torpedók számára kedvezőtlen volt ugyan, emiatt azonban a britek nem tudták gyorsan döntésre vinni az ütközetet. A brit csatacirkálók hátrányosságai ennek ellenére majd csak a skagerraki csata során váltak nyilvánvalóvá. A Blücher megsemmisítése okán Nagy-Britanniában a Királyi Haditengerészet csatacirkálóira úgy tekintettek, mint önmagát igazoló hajótípusra, és eltekintettek attól a ténytől, hogy az elsüllyesztett német hajó nem számított csatacirkálónak. Az elvesztése azonban nem a régebbi építésének volt betudható, hanem a nagy szögben érkező lövedék találatának, mely bármelyik másik csatacirkáló esetében is át tudta volna ütni a páncélfedélzetet és hasonlóan végzetes lehetett volna számukra is, mivel a legújabb brit és német csatacirkálók nagy vízkiszorítása ellenére sem tudtak akkora figyelmet fordítani a nagy kiterjedésű páncélfedélzetre, hogy az megfelelő védelmet nyújthasson ilyen találatokkal szemben. A Blücher elvesztéséhez a formációban elfoglalt helyének és sebességének is kevés köze volt, ugyanakkor kétségtelen, hogy amennyiben a von der Tann is jelen lehetett volna a csatában, úgy annak nagyobb lövegei és erősebb páncélzata jelentősen befolyásolhatta volna az összecsapás kimenetelét. A békeidőben amúgy kiválóan képzett lövegkezelőkkel rendelkező tüzérségi kísérleti hajóként (Artillerieversuchsschiff) szolgáló Blücher 21 cm-es lövegei a csekély hatékonyságuk miatt alig tudtak kárt okozni. A német hadművelet a fölényes tüzérségi teljesítmény ellenére is el kellett könyvelje a Blücher elvesztését, melynek révén a nap stratégiai győzelme a briteknek jutott.

### A csata hatása a háború menetére
Britannia keleti partjának védelmi rendszere a doggerbanki csata révén megfelelőnek bizonyult a brit hadvezetés számára. A német csatacirkálók kétszeri fel nem tartóztatott támadása (Yarmouth, Scarborough) után első ízben sikerült ezekkel túlerővel szembeszállni és érzékeny veszteséget okozni nekik. A britek ezen felül úgy vélték, hogy két német csatacirkálót is sikerült súlyosan megrongálniuk, aminek talán még nagyobb jelentőséget tulajdonítottak, mint a tőlük valamivel gyengébb Blücher elsüllyesztésének. A The Times 1915. január 17-ei számában megjelent cikk, amely nyilvánvalóan az admiralitás meglátásait tükrözte, az alábbi következményeket sorolta:
1. Mivel a sérült hajók a Nyílttengeri Flottához tartoztak, Németország most két fontos egységétől van megfosztva.
2. Amíg ezeket kijavítják, addig egy újabb, az angol partok elleni támadás kevésbé valószínű. Németország biztosan nem fog ilyen jellegű hadműveletekben csatahajókat kockára tenni, mivel lassabbak és a vasárnapi emlékeztető alapján éppolyan valószínűtlen, hogy Németország hasonló kockázatot vállalna fel a megmaradt másik két cirkálóval.
3. A január 24-ei csata szoros összefüggésben áll azzal az invázióval, amivel Németország fenyegetett, mivel ez most sokkal nehezebbé vált. A csapatokat szállító gőzhajóknak cirkálók biztosította védelemre van szüksége. Németországnak soha nem volt sok cirkálója, és a szállítógőzösöket most nem tudja a megfelelő számú cirkálóval fedezni. A háború kezdete óta elszenvedett összvesztesége cirkálókban nagyon magas. A csatacirkálókra lenne szükség ebben a pillanatban egy invázióhoz, hogy lekössék a flottánkat. Nem kell a kielégítő állapoton túlmennünk, ami azáltal keletkezett, hogy a csata átmenetileg lehetetlenné tette a rajtaütéseket és partraszálló műveleteket.[95]

Az admiralitás is így látta Londonban, ezért a flandriai partok védelmén is lazítani kezdett és a brit hadvezetés a szigeteken sem tartotta szükségesnek nagy haderő visszatartását egy esetleges invázió elhárítására. Ezzel összefüggésben született meg négy nappal később a döntés a Dardanellák elleni hadműveletről.

### Személyi változások
Az elért eredményekkel a sajtóban megjelentekkel ellentétben a brit hadvezetés korántsem volt elégedett, mivel a hírszerzési eredményeik segítségével jóval nagyobb sikereket is elérhetőnek tartottak. Főként az üldözés feladását érte sok bírálat. Már napokkal a csata után Moore ellentengernagyot csendben leváltották és a Kanári-szigetekre helyezték át a 9. cirkálóraj parancsnokának. Helyét a 2. csatacirkálóraj élén a Princess Royal parancsnoka, de Brock sorhajókapitány vette át. Beatty zászlóshajójának parancsnoka, Ralph Seymour, aki (az egyik verzió szerint) felelős volt azért, hogy Beatty két külön parancsát egy árbóckötélre húzták fel és így a félreértéseket okozta, a helyén maradt. A hajók közötti kommunikációt továbbra is zászlójelzésekkel oldották meg, de nem vizsgálták felül a kódkönyv tartalmát. A Lionról leadott jelzések másfél évvel később a skagerraki csata első óráiban szintén súlyos következményekkel jártak a britekre nézve. A doggerbanki csatához hasonlóan ott sem tudták kellőképpen megosztani egymás között a célpontokat.
A német oldalon a hírszerzés adatainak hiányosságai sem mentették fel a flottaparancsnokságot a csata kedvezőtlen kimeneteléhez vezető döntései alól. A Seydlitz parancsnoka, von Egidy sorhajókapitány a hadinaplójában ezzel kapcsolatban a következőket írta:
„Az előretörés megtervezésekor nem számoltak erős angol hajók készenlétbe helyezésének valószínűségével. 24-e történései ezzel szemben megmutatták, hogy milyen rossz helyzetbe kerülnek maguk a gyors csatacirkálók is, ha a csatahajókból álló zöm biztosítása nélkül harcra kényszerülnek. Ha mögöttünk tudtuk volna a saját zömöt, akkor a felderítőhajók parancsnoka nem került volna abba a parancsnokok számára kétségbeejtő helyzetbe, hogy döntenie kelljen a „Blücher” sorsára hagyásáról. Kimentettük volna ezt a hajót, éppúgy, mint az angol a „Blücher”-nél talán nem kevésbé megrongált „Lion”-nal tette.
December 16-án erős angol haderők voltak – talán véletlenül – útban az Északi-tengeren. Január 19-én ilyenek egészen 60 tmf-re megközelítették Helgolandot.
A Hartlepool lövetését követő közfelháborodás mellett számolni kellett azzal, hogy az angol flottavezetés átfogó intézkedéseket hoz annak érdekében, hogy a csatacirkálók egy újabb előretörése alkalmával időben erősebb haderővel találják szembe magukat.”
A doggerbanki csata után a császár menesztette von Ingenohl flottaparancsnokot, aki február 2-án távozott a pozíciójából.
Helyére Hugo von Pohl tengernagy került. A törzskar vezetője, Eckermann altengernagy is távozni kényszerült, ő átmenetileg még az I. csatahajóraj vezetését látta el ezután.

## Csatarend
Royal Navy
- 1. csatacirkálóraj (1st Battlecruiser Squadron): Lion, Tiger, Princess Royal[101]
- 2. csatacirkálóraj (2nd Battlecruiser Squadron): New Zealand és Indomitable
- 1. könnyűcirkálóraj (1st Light Cruiser Squadron): Southampton, Birmingham, Lowestoft és Nottingham
- Harwich Force: Aurora, Arethusa és Undaunted könnyűcirkálók valamint 35 romboló.

Kaiserliche Marine
- I. felderítő csoport (Aufklärungsgruppe I): Seydlitz, Moltke, Derfflinger és Blücher
- II. felderítőcsoport (Aufklärungsgruppe II): Kolberg, Stralsund, Rostock és Graudenz
- Két rombolóflottilla (Torpedoboot-Flottille – torpedónaszádflottilla) összesen 18 rombolója.

## Fordítás
- Ez a szócikk részben vagy egészben  a   Battle of Dogger Bank (1915) című angol Wikipédia-szócikk fordításán alapul.  Az eredeti cikk szerkesztőit annak laptörténete sorolja fel. Ez a jelzés csupán a megfogalmazás eredetét és a szerzői jogokat jelzi, nem szolgál a cikkben szereplő információk forrásmegjelöléseként.